# Cianciana
Cianciana è un comune italiano di 2 964 abitanti del libero consorzio comunale di Agrigento in Sicilia.
Il centro abitato, circondato dai monti Sicani, è situato nella valle del fiume Platani.

## Geografia fisica

### Territorio
Il territorio del comune di Cianciana confina a nord e a est con il territorio di Alessandria della Rocca, a sud-est con quello di Sant'Angelo Muxaro, a sud con quello di Cattolica Eraclea, a sud-ovest con quello di Ribera e ad ovest con quello di Bivona. I limiti del territorio coincidono in gran parte con segni geografici ben definiti, costituiti ad est dal Vallone Cinié, ad ovest, da nord verso sud, dal Vallone Intronata, Millaga e Cavalieri, a sud dal fiume Platani.
Il paese è esposto a mezzogiorno a 390 m s.l.m.; è circondato dai Monti Sicani che lo riparano dai venti freddi.
Il territorio di Cianciana, esteso 3.700 ettari, comprende gli ex feudi di Ciancianìa, Feudòtto e Bissàna. Il terreno è di origine pliocenica: in affioramenti si trovano sabbie gialle, tufo calcareo, argille azzurre; nel sottosuolo ci sono giacimenti di salgemma e zolfo.
Il territorio è un susseguirsi di colline e valloni, soltanto tre monti emergono: Monte Cavallo (756 m), Pizzo Firraria (656 m) e Monte Chiappara (703 m). Sul Monte Cavallo sono presenti alcune grotte di notevole interesse archeologico e naturalistico. Speleologi e subacquei le hanno esplorate riportando in superficie reperti ossei e vasellame di età neolitica. Le cavità carsiche presenti sul Monte Cavallo sono: la Grotta del Cavallo, la Grotta del Sindaco, la Grotta dello Zubbio e quella chiamata Ghiaccera, dove si registra una temperatura decisamente più bassa rispetto a quella esterna. Queste grotte hanno cavità lunghe centinaia di metri. La percolazione delle acque all'interno delle grotte, nel corso del tempo, ha formato delle stalattiti; nel fondo della Grotta del Cavallo c'è un laghetto profondo 6 metri circa nelle cui acque sono stati rinvenuti cocci e resti ossei.
- Classificazione sismica: zona 2 (sismicità media)

#### Mineralogia
Cianciana è divenuta famosa per il suo zolfo, estratto a partire dall'Ottocento. Lo zolfo estratto nel territorio di Cianciana ha una particolarità più unica che rara, presenta una struttura cristallina esagonale, a differenza di quello estratto in qualsiasi altra parte nel globo. Proprio a causa di questa sua particolarità, è possibile trovare i cristalli di zolfo di Cianciana nei maggiori musei di storia naturale del mondo come ad esempio a Londra, Berlino, Berna, Milano e Washington. I costi elevati, a causa della profondità a cui si trova il minerale nel territorio ciancianese, hanno fatto sì che l'attività estrattiva sia stata interrotta già negli anni sessanta.

#### Idrografia

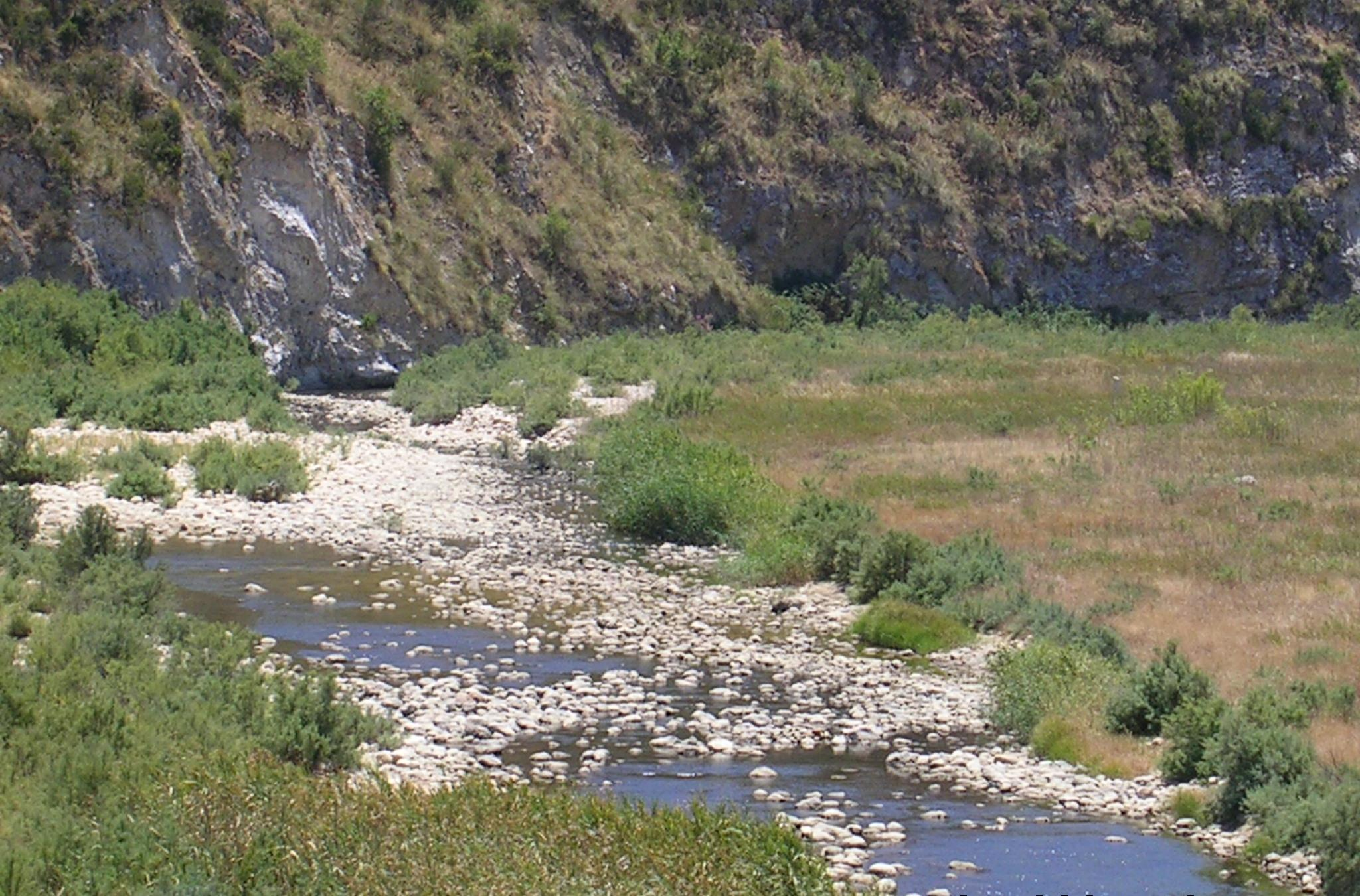
Fiume Platani

Nel territorio di Cianciana scorre il fiume Platani, che gli antenati chiamavano Halykos per la salsedine delle sue acque. Il fiume costituisce il confine sud del territorio comunale. Molto tempo fa gli antichi popoli lo risalivano con le loro imbarcazioni per fare rifornimento di sale e derrate alimentari. Sui pendii del Platani cresce un particolare tipo di flora spontanea di interesse medicinale ed alimentare-aromatico conosciuta in passato da pastori e contadini che ne facevano un largo uso. Lungo il corso del fiume è possibile riscontrare la presenza di svariate specie nidificanti, tra le quali: la ballerina gialla, la gallinella d'acqua e la beccaccia.
Nel territorio comunale ci sono inoltre piccole sorgenti che una volta erano utilizzate dalla popolazione per gli usi domestici. Circa 700 metri distante dall'abitato c'è la sorgente dell'Albano, a 2 km quella delle Pile, dietro la Chiesa Madre quella di Sant'Antonino. A 4 km dall'abitato, nel feudo di Bissana si trovano la Fonte dei Malati e la Fonte del Moro.
Queste piccole sorgenti, vicine al centro abitato, hanno costituito il punto di riferimento per l'approvvigionamento e ad esse si sono dissetate molte generazioni di ciancianesi. Finalmente nel 1910, in alcune case e nelle fontane pubbliche, è arrivata l'acqua dell'acquedotto, che viene alimentato dalle acque delle sorgenti Voltano. L'acquedotto è stato costruito dai comuni consorziati di Cianciana ed Alessandria della Rocca.

#### Flora e fauna

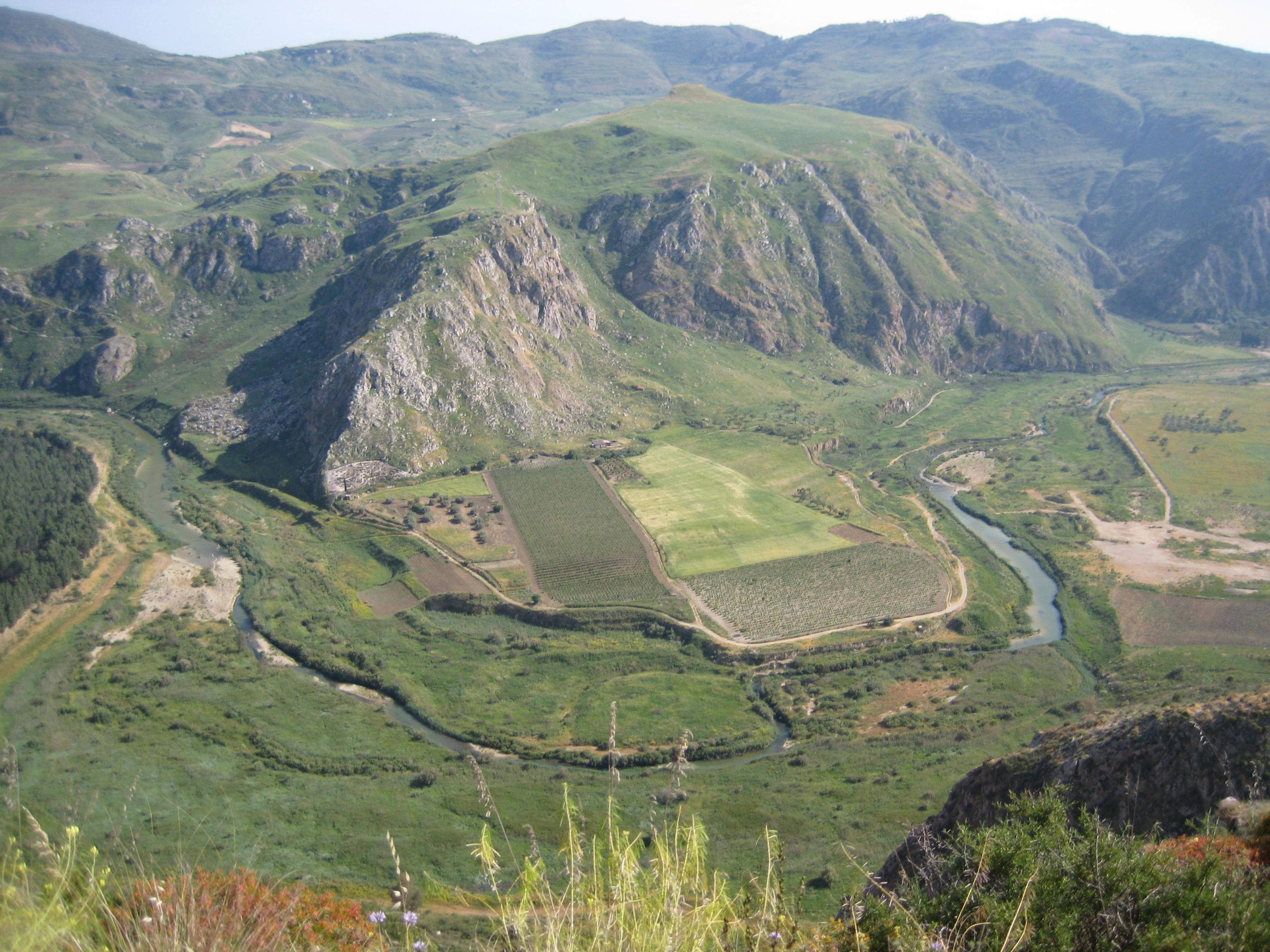
Valle del Platani

La vegetazione non è uniforme e si ritrova una varietà di colture: vigneti, uliveti, cereali, mandorleti, frutteti, ortaggi e pascoli. L'area boschiva si estende per circa un quinto dell'intero territorio comunale: la parte più estesa è stata impiantata nella zona Monte Cavallo, la rimanente nella contrada Pintaloro. Si tratta di boschi artificiali costituiti da un misto di latifoglie e conifere: eucalipti, pini e cipressi. Le pendici del Monte Cavallo sono ricche di vegetazione tipica della macchia mediterranea: sambuco, oleandro, giunco, lentisco, palma nana, olivastro, robinia, ginestre, salvia, timo, rosmarino e asparago.
Nel territorio sono presenti, tra i mammiferi, le classiche specie degli ambienti mediterranei. Il coniglio e la volpe sono quelle più facili da contattare. Un mammifero in declino, a causa del bracconaggio, è l'istrice che può superare i 15 kg di peso. Molto rara è la lepre, mentre più comuni sono il riccio e la donnola. Sono stati avvistati, inoltre, dei cinghiali nel bosco di Monte Cavallo. Tra i rettili lo splendido ramarro e alcuni ofidi, come il biacco, la natrice, il saettone e la vipera. Gli anfibi sono bene rappresentati dal discoglosso e dal rospo comune, in regressione a causa del crescente uso di pesticidi in agricoltura.
Nell'avifauna c'è una massiccia presenza di columbidi e corvidi. Tra i rapaci notturni c'è una scarsa presenza di civette e barbagianni.

### Clima
Il clima è mite d'inverno e caldo-secco d'estate. Il valore medio annuo della temperatura è di 17 °C, con minime di 2 °C e massime di 33° con punte eccezionali di 40 °C nel mese di luglio.
I venti dominanti sono il Ponente e il Mezzogiorno, che porta la pioggia. La media della piovosità annua è di mm 664. La concentrazione delle piogge si ha in autunno e in inverno.
- Classificazione climatica: zona C, 1160 GG.

## Origini del nome
Cianciana potrebbe derivare dal nome del patrizio romano Lucio Cincio Alimento che possedeva la Massa Cinciàna (o Chincàna), nel territorio in cui sarebbe sorta l'odierna Cianciana. Come altri comuni siciliani, assunse, perciò, il nome del patrizio che la possedeva con l'aggiunta della desinenza -ana (Giuliana, Siculiana, Giarratana, Favignana). Questi centri, nati come residenze di signori, videro, nel tempo, sviluppare un insediamento più articolato. Fu menzionata per la prima volta nella lettera inviata da papa Gregorio Magno nel 591 al rettore suddiacono Pietro. Il nome odierno compare solo nel Settecento.

## Storia

### Età antica
Già nel II millennio a.C., i Cretesi, insediati nell'area dove sorge l'odierna Cattolica Eraclea, risalivano il fiume Halykos per recarsi ad un'antica e ricca salina, poi denominata Salina Chiancana. La salina ha richiamato, nel corso dei secoli, cretesi, greci, romani e arabi, che oltre a commerciare con i mercanti di salgemma crearono una certa rete di interscambio culturale tra la costa e le popolazioni residenti nell'entroterra.
Senza dubbio si ebbe lo stesso effetto con la successiva scoperta delle miniere di zolfo, che attirò mercanti da tutta la Sicilia.
Una rilevante testimonianza ci è data da Erodoto, storico greco, che, nel V secolo a.C. parla di un avamposto punico in un'area compresa tra i territori delle odierne città di Cianciana e di Sant'Angelo Muxaro.
In seguito, in epoca romana, nella contrada Ciancianìa probabilmente sorgeva una villa, o massa, denominata Massa Cinciana che si pensa sia fatta stata costruire dal patrizio romano Lucio Cincio Alimento, pretore in Sicilia nell'anno 210 a.C.
La certezza dell'esistenza della villa romana si ha da una lettera che papa Gregorio Magno spedì nel 591 al rettore suddiacono Pietro, soprintendente ai beni della Chiesa di Roma in Sicilia. In questa lettera si parlava di una continentia (la pensione) da dare al mercante Liberato, protetto della Chiesa, che abitava nella Massa Cinciana, all'epoca tra i possedimenti della Magna Regia Curia.
In uno stralcio della lettera si legge:
« Liberato negotiatori, qui se ecclesiae commendanuit, qui habitat in massa Cinciana, annuam continentiam a te uolumus fieri. Cuius continentiae summam ipse aestima qualis esse debeat, ut renuntiata nobis in tuis possit rationibus imputari. De presenti uero indictione iam a filio nostro Seruo-dei iacono percepit. »
Si può ragionevolmente supporre, sulla base dei ritrovamenti e almeno fin quando non sarà effettuato una ricerca archeologica di taglio rigorosamente scientifico, che l'ultimo attacco, probabilmente sferrato dagli Arabi, portò gli abitanti della Massa ad abbandonare il sito.
A partire dal IX secolo, infatti, la Sicilia conobbe la dominazione araba e nelle terre ciancianesi sorse Kalatt-Iblatanu, di cui si hanno solo poche e incerte notizie.

### Età medievale
L'insediamento arabo di Kalatt-Iblatanu fu distrutto da Federico II perché gli abitanti saraceni si rifiutarono di prestargli giuramento di fedeltà dopo che lo stesso aveva esteso i propri domini su quelle terre.
Alcune fonti parlano invece di una città, sorta sul precedente insediamento di Kalatt-Iblatanu, chiamata Ferla, di 25.000 abitanti e distrutta nel XIV secolo da un violento terremoto che colpì le contrade Ciancianìa, Castelluccio e Piano di Loca. Il nome Ferla spuntò per la prima volta nella Conventio et Concordia del 28 luglio del 1269.
Nell'XI secolo il feudo Chincana faceva parte del contado di Cammarata.
Nel 1305 Federico II d'Aragona confermò la concessione del latifondo Chincana, ove esisteva il Casale Chincana, dal contado di Cammarata fatta da Federico d'Antiochia e Macalda, sua moglie, a Bartolomeo da Brindisi, medico del re. Nel 1320 il casale è ancora attestato.
Durante la grave crisi demografica, che colpì la Sicilia tra il XIV e il XV secolo, il Casale Chincana sparì, così come tanti altri centri abitati dell'isola.
Nelle investiture feudali della baronia di Chincana a partire dal 1396 e fino al 1584 si parla soltanto del feudo di Chincana o Ciancianìa.

### Età moderna
Tra le poche notizie, si sa che nel 1554 la baronia di Cianciana era suffragera della Ducea di Bivona, in quanto nullius territori.
Nell'anno 1583 Girolamo II Ficarra acquistò il feudo Ciancianìa dalla casa Lanza e si investì di sette aratate di terre di pertinenza del feudo.
Nel 1646 Diego Joppolo, comprò la Baronia di Cianciana e sette aratate di terra appartenenti al feudo. Lo stesso, nel 1666, ricevette, dal Re Filippo II, il titolo di Duca di Sant'Antonino sulla Baronia di Cianciana, per sé e i suoi eredi e successori, con ordine di primogenitura. Ma la fondazione vera e propria di un nucleo abitato, Sant'Antonino di Cianciana, risale al 4 ottobre del 1646, anno in cui donna Sigismonda D'Honofrio, moglie di Diego Joppolo, dietro pagamento di 200 onze alla corte, ottenne per il primogenito Antonio Giuseppe, potestà di fabbricare e popolare nel feudo di Cianciana e nei sette aratati di terre confinanti con facoltà di far castello e fortezza e con la elezione di officiali. Il nome Sant'Antonino fu dato a causa della profonda devozione di Antonio Giuseppe verso il Santo Protettore di Padova.
All'epoca della fondazione Sant'Antonino era inizialmente composto dal feudo di Ciancianìa e Feudotto, con un'estensione complessiva di 1517 ettari, 43 are e 78 centiari.
Il 10 ottobre del 1649 nacque il primo ciancianese, Diego Valenti, chiamato così in onore di Don Diego Joppolo. Dall'archivio parrocchiale, oltre a possedre la lista dei defunti (dal 1653), la lista dei battezzati (dal 1651) e quella dei matrimoni (dal 1691), scopriamo che le famiglie che per prime abitarono Sant'Antonino furono: Augello, Celona, Viola, Martorana, Comparetto, Antinoro, Guida, Alfano, Marino, Cicero, Coffaro, Pendino, Conti, Bellanca, Cinquemani, Pecoraro, Mandracchia e una serie di altre famiglie che oggi si sono estinte.
Dal censimento del 1653 riportato dal Garufi risulta che alla voce Sant'Antonino di Cianciana non corrispondono dati relativi alla popolazione residente. Le prime abitazioni sono ad ogni modo del 1647, anche se la Chiesa Madre fu iniziata a costruire nel 1640, come si può leggere in un medaglione posto sopra la porta della navata centrale.
Il 27 aprile del 1687, Antonio Giuseppe ottenne il titolo di Principe sopra il Castello di Sant'Antonino.
Col censimento del 1714 già si contavano 696 fuochi e 2300 anime. Già nel Settecento, dell'antica dominazione di Sant'Antonio di Cianciana, rimase solo Cianciana.
Il 28 febbraio del 1769, a causa della mancanza di eredi alla morte di Pietro Joppolo, Sant'Antonino passa ad Agesilao Bonanno, suo cugino. Si narra che egli, residente a Palermo, probabilmente non si recò mai a Cianciana e governò tramite amministratori. La figlia di Agesilao Bonanno, unica erede, sposò Giovanni Gioeni, Duca D'Angiò; e così il podere passò alla famiglia Gioeni con Agesilao Gioeni, figlio di Giovanni, che prese l'investitura del Principato di Cianciana il 30 aprile del 1810.

### Età contemporanea
Nel 1812, con l'abolizione della feudalità, Cianciana divenne un Comune libero. Ai territori di Cianciana viene incorporato il feudo di Bissana, nullius territorii, che raggiunsero un'estensione complessiva di 3.700 ettari, 53 are e 67 centiari. La scomparsa del potere feudale, anche a Cianciana, favorì la nascita della borghesia agraria. La popolazione ciancianese, nel 1837 e poi nel 1867, fu colpita dal colera, una grave malattia infettiva che colpisce l'intestino, che uccise più di 200 persone.
Nella prima metà dell'Ottocento un'importante scoperta sconvolse la vita dei ciancianesi dando una diversa impronta al paese che da agricolo divenne anche industriale. Infatti lo sfruttamento dei giacimenti di zolfo rivoluzionò l'assetto economico e sociale dei ciancianesi, determinando un notevole impulso demografico. Nel settore agricolo vi fu una regressione, poiché molti abbandonarono le loro terre per lavorare nelle miniere. Ma ben presto la vita degli zolfatai si rivelo molto dura e piena di problemi. Le lunghissime giornate lavorative a 200 metri di profondità, le esalazioni di gas nocivi, la polvere e l'umidità misero ben presto in evidenza tutti gli aspetti negativi della vita di minatore. A questi inconvenienti si aggiunsero i crolli e gli smottamenti che portarono lutti e tragedie un po' in tutte le famiglie ciancianesi.
Nel 1839 erano presenti nove miniere: Falconara, Cappadona, Tamburello, Polizzi, Guida, Mormino, Savarini, Balata e Cinié.
Le miniere vennero riattivate dalla compagnia inglese Morrison-Seager&Co., che aprirono una succursale ma lasciarono, di fatto, le miniere in totale abbandono. Presto le cedettero all'imprenditore di Casteltermini, Vincenzo Di Giovanni, immigrato nel 1843, che favorì una grande esplosione economica. Da allora Cianciana è stata identificata con lo zolfo, che ha richiamato in paese migliaia di minatori da tutta la Sicilia. Sorsero poi altre ditte di estrazione; le zone di sfruttamento erano essenzialmente due, quella a Nord-Est, con le miniere Falconara e Passarello, e quella Nord-Ovest, con Savarini e Passo di Sciacca. Uno sfruttamento irrazionale con il mancato miglioramento dei processi estrattivi, non permise un'evoluzione, e l'industria dello zolfo a Cianciana rimase allo stadio rudimentale. Il benessere raggiunto dalla borghesia trasformò il paese, che vide istituite nel 1861 le scuole elementari maschili; nel 1863 la stazione dei carabinieri, nel 1869 l'ufficio postale e nel 1870 la sezione serale femminile delle scuole elementari. Però le tristi condizioni di vita e di lavoro in zolfara indussero i lavoratori a numerosi scioperi e a organizzarsi nel Fascio dei lavoratori nel 1893. L'ultimo sciopero si verificò nel 1953 con l'occupazione delle miniere di zolfo da parte dei minatori che reclamavano i loro diritti e l'aumento del salario. Il lungo sciopero ebbe successo, ma a poco a poco fino al 1962 (data di chiusura dell'ultima miniera) le miniere furono chiuse e i minatori, spinti dal bisogno, cercarono miglior fortuna nell'Italia del nord, Francia, Belgio, Inghilterra, Germania e Canada.
Nel 1901, grazie all'attivo amministratore Cav.Don Alfonso Montuoro, Cianciana fu rifornita di acqua potabile dalla sorgente Voltano per mezzo di una conduttura consorziata con il comune di Alessandria della Rocca. Nel 1918 una grave pandemia, la spagnola, colpì molte famiglie ciancianesi causando 377 vittime.

### Simboli
Lo stemma di Cianciana è stato estratto dall'Archivio di Stato di Palermo ed è conforme al sigillo di detto Comune conservato nel fondo "Antiche Imprese dei Comuni della Valle di Girgenti" (anno 1818, volume V, carta 32) ed è stato ufficialmente concesso insieme al gonfalone comunale con il decreto del presidente della Repubblica del 2 marzo 1984.
Lo stemma del comune di Cianciana reca gli ornamenti esteriori da Comune: due rami intrecciati di alloro e quercia, ed è timbrato da una corona turrita. Ha la seguente blasonatura:
Il gonfalone del comune di Cianciana riproduce lo stemma su sfondo rosso ed è ornato di ricchi fregi d'argento.

### Ricorrenze
- 591 in una lettera scritta da papa Gregorio Magno si attesta l'esistenza della Massa Cinciana.
- IX secolo nelle terre ciancianesi sorse il sito urbano Kalat Iblatanu.
- XI secolo il feudo Chincana fa parte del contado di Cammarata.
- 1303 Federico II d'Aragona staccò il latifondo Chincana da Cammarata e lo assegnò a Bartolomeo da Brindisi.
- 1583 Girolamo II Ficarra acquista il feudo Ciancianìa.
- 1646 il feudo passa a Diego Joppolo e viene fondata Sant'Antonino di Cianciana.
- 1659 Sant'Antonino di Cianciana da baronia venne elevato a ducea.
- 1687 Sant'Antonino di Cianciana da ducea venne elevato a principato.
- 1714 il paese è, per la prima volta, chiamato Cianciana e vengono censite 2.300 anime.
- 1812 abolizione della feudalità, Cianciana diviene Municipio libero.
- XIX secolo sfruttamento industriale dello zolfo.
- 1921 apertura della linea ferroviaria Magazzolo-Cianciana.
- 1922 apertura della linea ferroviaria Cianciana-Alessandria della Rocca.
- 1962 chiusura delle miniere di zolfo.

## Monumenti e luoghi d'interesse
Cianciana, nel suo territorio, racchiude preziose testimonianze del suo passato e numerosi luoghi d'interesse oltre che artistici anche naturalistici.

### Architetture religiose
Cianciana, nel suo tessuto urbano presenta molti edifici adibiti al culto cattolico. Oltre a quelli di sotto elencati altri due edifici sorsero sul territorio cittadino di cui ora non si ha più traccia:
- Chiesa del Santissimo Sacramento (XV secolo). Fu costruita tra il 1584 e il 1608 nel feudo di Cianciana tra gli odierni corso Vittorio Emanuele e via Fidanza. Dopo la costruzione della chiesa madre fu adibita a sala della Congregazione del S.S. Sacramento. Oggi il fabbricato originario non esiste più, ma uno nuovo che ne ricalca la pianta è sede dell'Oratorio Giovanile Don Gerlando Re[19].
- Chiesa di San Gaetano (XVIII secolo). Fu edificata nel Settecento grazie all'impegno di padre Vincenzo Felice Sedita nei pressi del Monte Calvario, nella cui grotta, si narra, si rifugiò il santo eremita, che dà il nome anche all'omonimo quartiere. La chiesa è stata demolita da più di un secolo e non se ne hanno più notizie dal 1911[20].

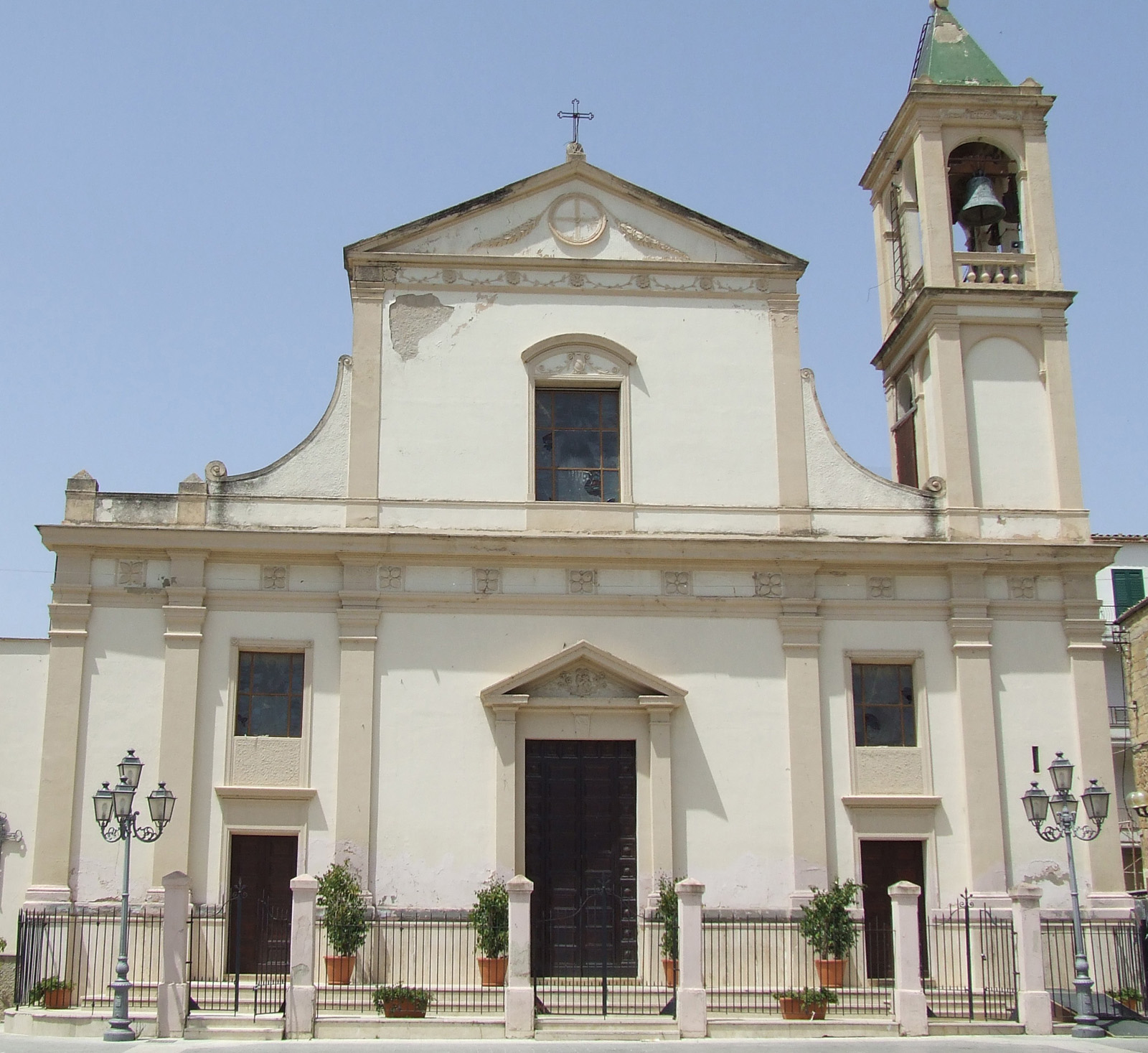
Chiesa Madre Santissima Trinità

- Chiesa madre Santissima Trinità (XVII secolo). La chiesa venne costruita dal barone Girolamo Ficarra nel 1640 e portata a compimento dalla famiglia Joppolo. In origine aveva una sola navata e nel 1823 furono aggiunte le due laterali. La volta della navata centrale è stata affrescata dal pittore Carmelo De Simone nel 1839. All'interno sono presenti, tra le altre, due opere d'arte: la statua di Sant'Antonio di Padova del celebre scultore Filippo Quattrocchi[21] e la statua di marmo della Madonna Libera Inferni della scuola del Gagini[22]. Attaccato alla chiesa si trova l'oratorio della Santissima Addolorata e del Santissimo Crocifisso, costruito nel 1741, che custodisce una grande tela del padre Fedele Tirrito[23], La Deposizione.
- Chiesa del Carmine (XVIII secolo). La chiesa ha un'unica navata con una facciata caratterizzata da una finestra trifora posta al di sopra del portale. L'abside e la volta sono decorate con piccoli stucchi floreali e degli affreschi dei pittori Galeoto e Farruggia. All’interno della chiesa sono presenti due sculture dell'artista Vincenzo Genovese: la Madonna del Rosario e Santa Lucia V.M., di particolare pregio è anche la statua di San Francesco di Paola, opera di Girolamo Bagnasco.
- Chiesa del Purgatorio (XVIII secolo). La chiesa, dedicata alle Anime Sante del Purgatorio, sorge al centro del paese accanto alla torre dell'Orologio. Fu costruita nel 1716. L'edificio, di gusto neoclassico, è caratterizzato da un portale in pietra calcarea sopra il quale è posizionato un finto rosone dipinto. L’altare maggiore ospita il simulacro della Madonna del Suffragio, sovrastata da una tela che rappresenta il SS. Sacramento e le anime sante del purgatorio. Custodisce anche una pregevole statua del Cristo Risorto in legno, la statua della Madonna Addolorata, di San Michele Arcangelo, di San Gaetano Thiene, un'urna in legno intagliato con il Cristo morto e una tela raffigurante la Madonna e San Giuseppe con i santi Luigi e Antonio Abate.
- Chiesa di Sant'Antonio (XVII secolo). La chiesa, fatta costruire dal principe Joppolo con gli annessi locali, destinati a convento, e donata ai frati minori, rimase aperta al culto fino al 1866, anno in cui furono soppressi i beni ecclesiastici. L'edificio è a pianta rettangolare, presenta un'unica navata e termina in un'abside. La costruzione si può definire un esempio di barocco siciliano. Custodisce, oltre a pregiate statue lignee di San Giuseppe, Madonna Immacolata, San Pasquale Baylon, Sant’Anna, San Gioacchino e San Francesco d'Assisi dell'artista napoletano Giacomo Colombo, una tavola dipinta a olio raffigurante Sant'Antonio di Padova e una grande tela che rappresenta la Madonna dell'Abito dipinta da Accursio Torretta. Nel 1962, dopo circa un secolo di squallido abbandono, la chiesa fu riaperta ed eretta a parrocchia.

#### Convento
L'edificio sorge sulla Regia Trazzera delle Lettighe, una volta via di comunicazione tra Agrigento e Palermo. Le spese per la costruzione del convento furono sostenute da don Diego Joppolo, duca della terra di Sant'Antonino, che nel 1670 lo affidò ai padri minori riformati di San Francesco, che per oltre due secoli vi svolsero l'apostolato francescano. L'edificio si sviluppa su due piani oltre al piano seminterrato. Al piano seminterrato c'erano la cantina, la dispensa e i depositi; al piano terra: sagrestia, refettorio, cucina e portineria; al primo piano trentacinque ambienti utilizzati per dormitorio. Il chiostro, di forma rettangolare, occupa una superficie di circa 180 metri, al centro del quale si trova una cisterna di forma ottagonale. Nel 1866 il convento fu incamerato dal demanio e riaperto con la chiesa nel 1962.

#### Calvario
A 420 m s.l.m., sulla sommità del paese, c'è il Calvario, che ospita una piccola chiesetta e una croce lignea, ed è teatro delle rappresentazioni del Venerdì Santo. La costruzione della chiesetta è stata iniziata per l'interessamento e per l'impegno anche economico di Francesco Ciraolo (1883–1964). Da questa terrazza naturale è possibile ammirare il bosco del Monte Cavallo, la Vallata del Platani e si scorge anche il mare di Eraclea Minoa; in giornate con cielo particolarmente limpido è possibile scorgere l'isola di Pantelleria.

### Architetture civili
Tra le architetture civili oltre al simbolo cittadino, rappresentato dalla torre dell'Orologio, sono presenti dei palazzi che nel tempo hanno ospitato le più rilevanti personalità ciancianesi.
La prima casa di proprietà del comune fu il complesso dove ora si trova la torre, acquistata nel 1844 dal sindaco Niccolò Cinquemani e destinata a sede municipale. Nel 1876, la sede comunale fu trasferita accanto al Palazzo Joppolo, nell'edificio sede delle antiche carceri. Tali prigioni, dopo l'abolizione del feudalesimo furono in seguito acquistate dal comune e restaurate. Nel 1933 venne adibito a cinema comunale muto. Il fabbricato fu però demolito nel 1996, dopo che negli ultimi anni era diventato la sede della biblioteca comunale. In seguito la sede del Comune fu trasferita nel Palazzo Marino, poi in un'ala del Convento e oggi è sito in via Papa Giovanni XXIII, in un edificio di recente costruzione.

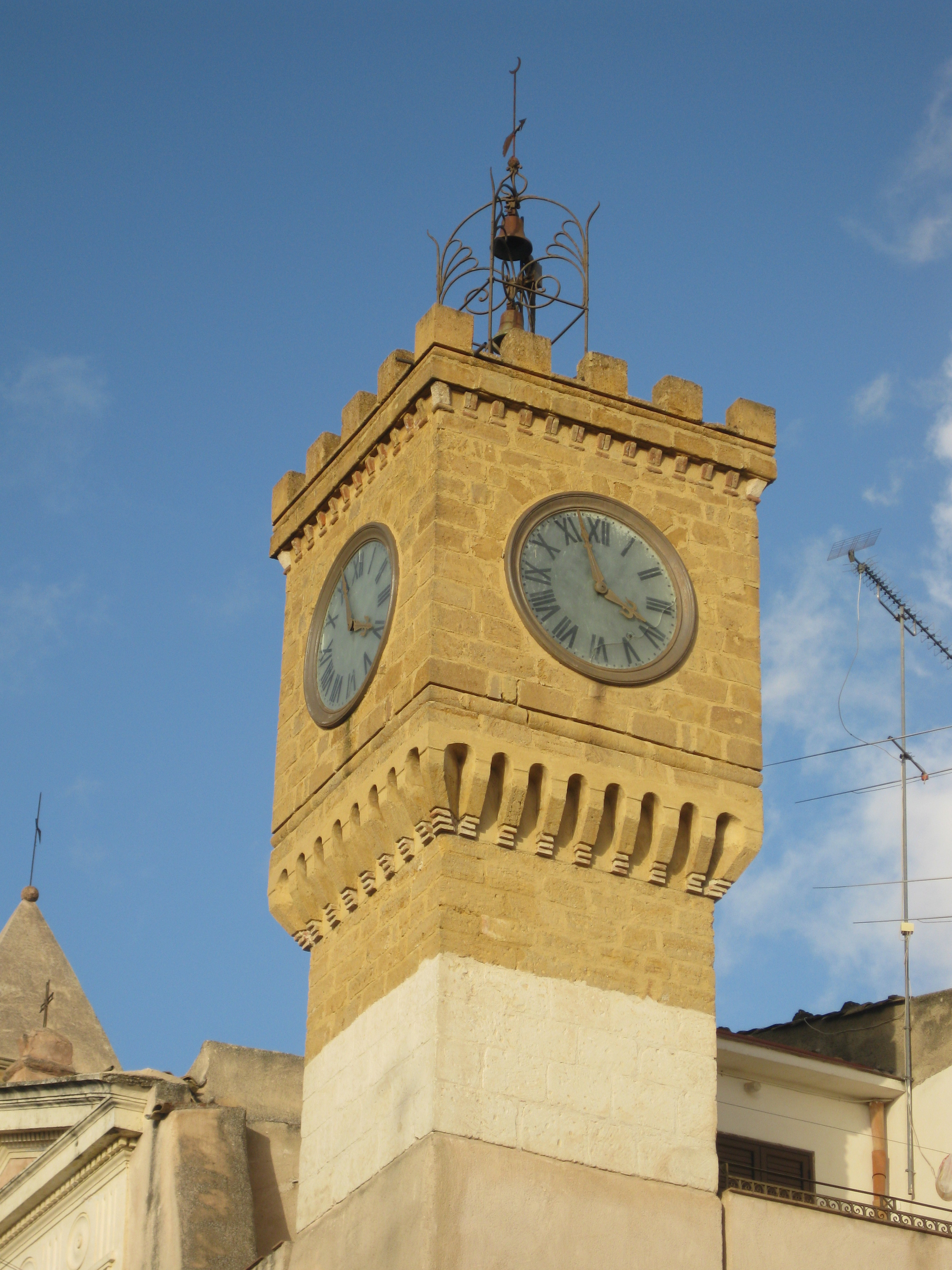
Torre dell'Orologio

#### Torre dell'Orologio
La torre dell'Orologio, costruita a cura del Comune nel 1908, è posta tra i Casotti. L'orologio ha due quadranti a numeri romani, uno rivolto a sud verso la salita Regina Elena e l'altro a ovest in direzione del Palazzo Joppolo. I lavori sono stati realizzati da Giovanni D'Angelo, prendendo spunto da una fotografia dell'orologio di piazza della Signoria di Firenze. La torre è stata realizzata con l'uso di pietra prelevata esclusivamente in contrada Millaga. Da molti ciancianesi la torre dell'Orologio è considerata il simbolo cittadino.

#### Palazzi
- Palazzo Marino (XX secolo). Fu fatto costruire nel 1908 dal farmacista Marcello Marino. L'edificio compatto nella forma è realizzato in pietra arenaria, si compone di quattro piani e le due ultime elevazioni sono di proprietà comunale, acquisite negli anni trenta, dal podestà Felice Giannone. Nel passato l'edificio è stato utilizzato come sede municipale, oggi viene utilizzato come sede dell'Unione dei comuni Platani-Quisquina-Magazzolo.
- Palazzo de Michele-Abatellis (XIX secolo). La costruzione del palazzo risale al 1860. L'architettura del palazzo è una sintesi di stili diversi. Il piano terra si presenta con delle aperture in stile neoclassico, il primo piano utilizza degli archi in stile gotico-normanno mentre le finestre dell'ultimo piano sono inserite dentro archi ritenuti erroneamente di stile Tudor (cosa che vale solo per l'ingresso del palazzo Joppolo appartenuto alla famiglia Di Giovanni ed è testimonianza della presenza inglese a Cianciana già nell'Ottocento con l'apertura delle miniere di zolfo) Lo stile delle finestre dell'ultimo piano del palazzo de Michele vuole ricordare invece lo stile veneziano. Le finestre furono fatte costruire dal barone de Michele per onorare la sua discendenza dalla famiglia de Michiel, una delle dodici famiglie apostoliche della Serenissima, che ha dato ben tre dogi alla città di Venezia. Sia i de Michele di Burgio che quelli di Cianciana sono infatti diretti discendenti del doge Domenico de Michiel con cui condividono, oltre al cognome, lo stesso stemma araldico della famiglia modificato dopo il famoso assedio di Tiro nel 1124.
- Palazzo Joppolo (XIV secolo). Si tratta di una costruzione che nacque come torre di avvistamento[24]. L'aspetto imponente della struttura è alleggerito, in parte, dalla presenza di finestre e balconi, aggiunti in epoca successiva a quella della costruzione. Il portale d'ingresso è di stile Tudor. Nel XVII secolo la torre fu trasformata in abitazione da Ludovico Joppolo che la utilizzerà come palazzo ducale. In questo palazzo nacque nel 1872 il poeta Alessio Di Giovanni.

#### Casotti
Alla base della Torre dell'Orologio un'ampia scalinata è delimitata da due edifici di pianta rettangolare chiamati Casotti. Furono costruiti nel 1920 per colmare il dislivello che si aveva tra via Cordova e corso Vittorio Emanuele. Le porte d'ingresso dei due fabbricati sono ben messe in risalto da portali con archi a tutto sesto di fattura locale. La copertura è a terrazzo, e da una delle due si accede alla Chiesa del Purgatorio e alla Torre dell'Orologio. inizialmente di proprietà comunale, oggi sono utilizzati come sede di esercizi commerciali.

#### Villa comunale
Nell'interno della villa si possono ammirare la piccola Torre Eiffel, costruita dai minatori, e il monumento allo zolfataro, opera di Vincenzo Chiazza inaugurata nel 2004.

#### Statue commemorative
- Monumento ai caduti. Alla sommità della scalinata della piazza della Torre dell'Orologio si erge il monumento Ai Caduti di tutte le Guerre, opera dello scultore Vittorio Gentile.
- Busto di Alessio Di Giovanni. In piazza Alessio Di Giovanni si trova il busto bronzeo di Alessio Di Giovanni[26], poeta ciancianese, opera di Vittorio Gentile.

#### Fontane
Due artistiche fontane si trovano nella villa comunale, una delle quali recante una riproduzione in miniatura della Sicilia.
In piazza Aldo Moro, davanti alla chiesa madre, di recente, è stata posta una fontana realizzata dai marmisti locali, e un'altra fontana si trova in largo San Gaetano.

### Siti archeologici

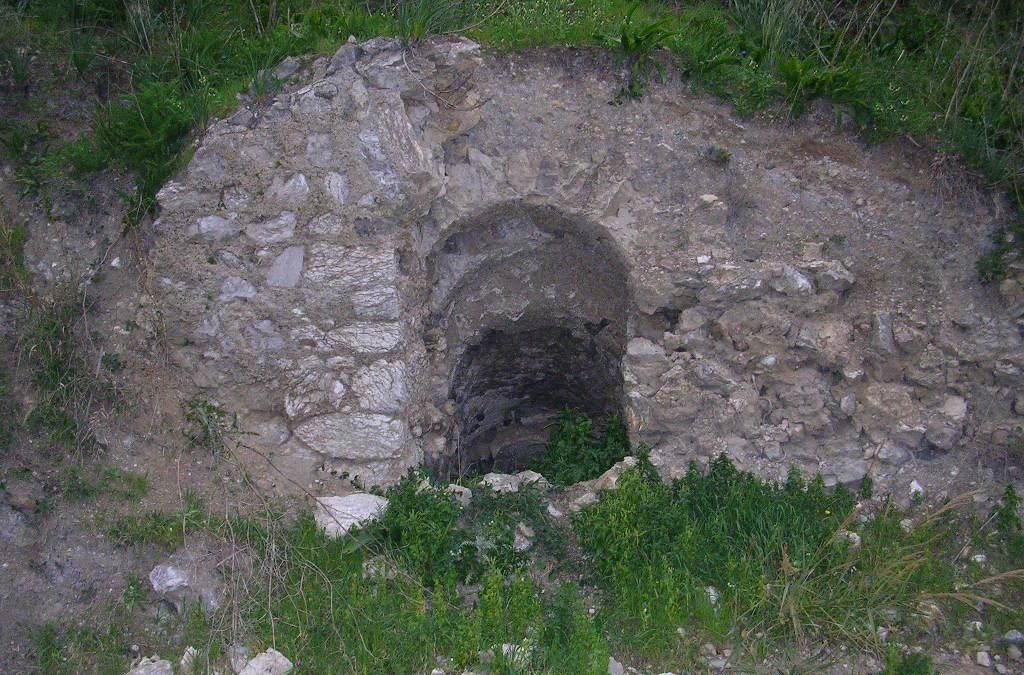
Entrata di una miniera

#### Miniere di zolfo
Le miniere di zolfo di Cianciana, ormai abbandonate da circa 50 anni, sono dei siti molto interessanti per il recupero di reperti appartenenti alla vita industriale del secolo scorso. A Cianciana le zone di sfruttamento dei giacimenti di zolfo erano essenzialmente due: quella a nord-est, la più ricca, con i nomi di Solfara Grotticelli, Solfara Passarello e Solfara Falconera; e quella a nord-ovest, più povera, con le miniere di Solfara Passo di Sciacca e Solfara Savarino.
Oggi è ancora possibile vedere le tracce delle strutture che servivano per l'estrazione dello zolfo.

#### Ciancianìa
Nella contrada Ciancianìa, su una vasta estensione, nel 1965 da due studenti sono stati rinvenuti una cisterna romana, una colonna ed innumerevoli reperti in ceramica che per la loro fattura appartengono certamente al periodo ellenico e sono databili attorno al IV secolo a.C. (potrebbero appartenere anche ad un periodo anteriore dal momento che la colonizzazione della Sicilia, da parte dei Greci, ebbe inizio attorno all'VIII-VII secolo a.C.). Ciò che è interessante però è che questi reperti testimoniano poi la presenza romana e quella bizantina. I cocci di anfore e altro vasellame sparsi su di un'area molto vasta, tradiscono con ogni probabilità la fine, purtroppo, violenta dell'insediamento, giacché il vasellame era all'ora talmente prezioso che si tramandava di generazione in generazione.

#### Altri siti
- Sito archeologico Grotta del Monte Cavallo. Tra le più interessanti grotte del circondario, in cui è stato ritrovati del vasellame risalente all'Età Eneolitica (Età del Rame) e alla prima Età del Bronzo.
- Sito archeologico Bissana. In contrada Bissana sono stati ritrovati dei frammenti di ceramica di Età Romana e Medioevale.

### Altro

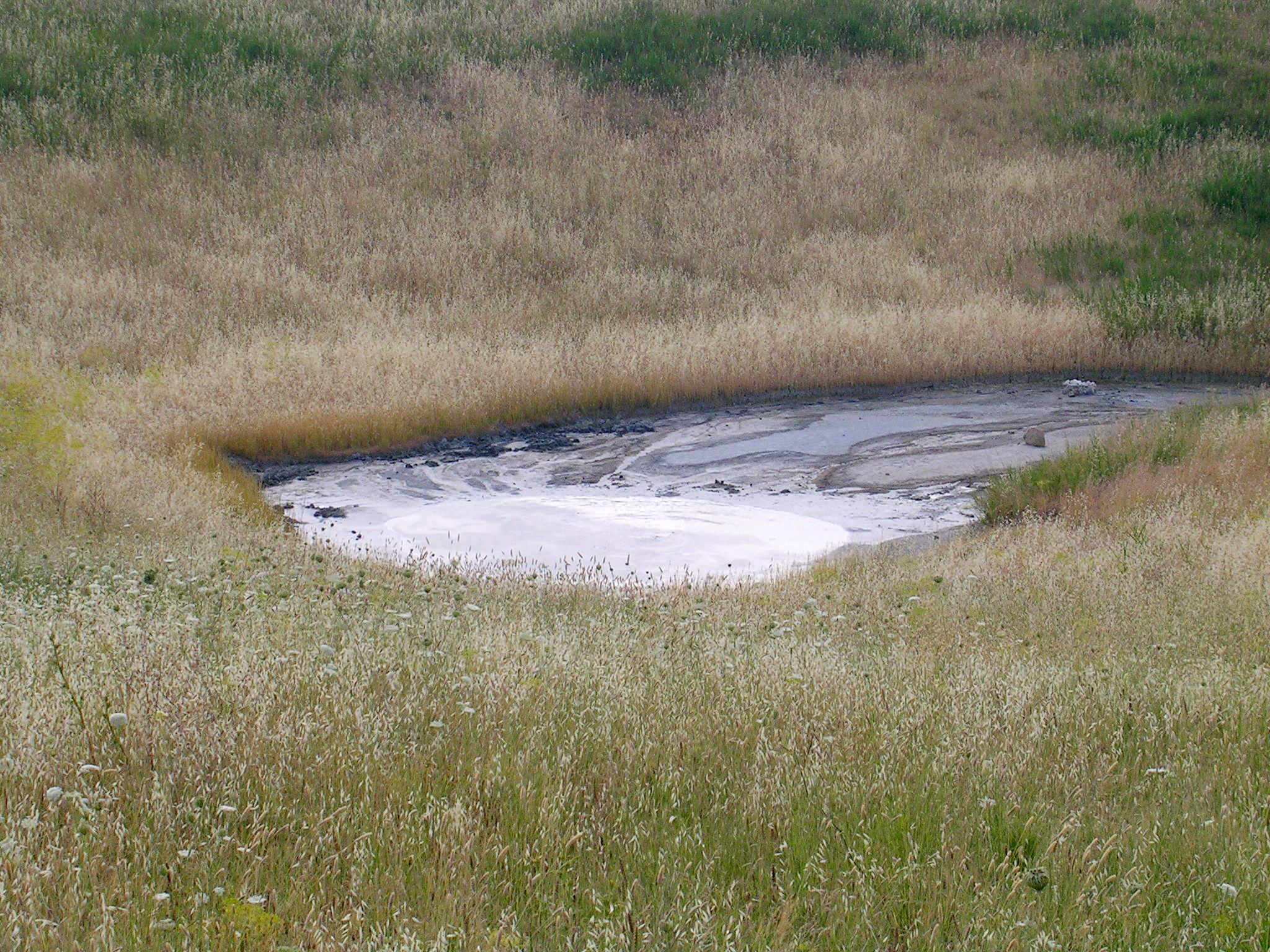
Abisso

#### Abisso - Maccalube
In contrada Bissana si trovano le maccalube, sorgenti fangose con emissioni di metano e anidride carbonica da cui scaturiscono delle esalazioni fastidiose per l'olfatto umano.
Ci sono due maccalube, chiamate Abisso grande e Abisso piccolo. Oggi l'emissione gassosa è poco rilevante, ma in passato, stando alla testimonianza dello storico Tommaso Fazello, il fenomeno era grandioso con getti d'acqua di notevole altezza.

### Aree naturali
Nel bosco di Monte Cavallo è presente un'area attrezzata che permette ai visitatori di godere delle bellezze del luogo in assoluto relax. Nell'area attrezzata sono stati realizzati venti tavoli completi di panche, tutti in pietra, e diversi punti barbecue, che rendono il luogo adatto per i pranzi all'aperto. L'area è inoltre provvista di fontanelle, di un campo di bocce e di bagni per disabili. Dal bosco si può ammirare la valle del Platani e in lontananza uno scorcio del mare.

## Società

### Evoluzione demografica
| Evoluzione demografica della popolazione dal XVII secolo |       |
| 1713                                                     | 2.302 |
| 1754                                                     | 2.874 |
| 1798                                                     | 3.004 |
| 1852                                                     | 3.815 |
| 1861                                                     | 4.604 |

Abitanti censiti

Da questi dati si può notare il brusco aumento della popolazione verificatosi a partire dalla seconda metà dell'Ottocento fino alla chiusura delle miniere di zolfo del 1962. A partire dagli anni sessanta si è, infatti, iniziato a registrare un calo tra i residenti, da allora, in esodo verso l'estero in cerca di lavoro.
Troviamo grandi comunità ciancianesi in Inghilterra, nella cittadina di Hoddesdon, in Francia, a Rive de Gier, e poi in Germania, Belgio, Stati Uniti, Australia e Canada.

### Etnie e minoranze straniere
Alla fine del secolo scorso, e in gran parte negli ultimi anni, si sono stabiliti a Cianciana diversi cittadini stranieri, per lo più provenienti dai paesi del Nord-Africa e dell'Europa dell'est. L'ingresso di paesi, come Romania e Polonia, nell'Unione europea e il conseguente abbattimento delle frontiere, ha portato, e porta tuttora, un flusso migratorio interno in crescita. Negli ultimi anni si registra inoltre la presenza di cittadini britannici tra i residenti ciancianesi grazie al lavoro di politica turistica svolto.

### Lingue e dialetti
Il dialetto ciancianese (ciancianìsi, in siciliano), che è la lingua prevalentemente usata dalla popolazione, fa parte della famiglia linguistica siciliana centro-occidentale, anche se, probabilmente a causa della posizione geografica abbastanza centrale, presenta caratteristiche sia del dialetto agrigentino, che di quello palermitano e trapanese così come anche alcuni tratti dei dialetti sud-orientali della Sicilia.
Questa varietà è anche data probabilmente dal fatto che, con l'apertura delle miniere di zolfo, si stabilirono a Cianciana lavoratori da tutta la Sicilia dando vita ad un miscuglio linguistico che ha avuto conseguenze rilevanti nell'identità linguistica del paese.

### Religione
La religione maggiormente praticata a Cianciana è il Cattolicesimo, testimoniato anche dal fatto che vi sono quasi esclusivamente luoghi di culto cattolici. Cianciana fa parte dell'arcidiocesi di Agrigento. Cianciana conserva tuttora i culti religiosi e le festività religiose istituite nel passato.
Il santo patrono è Sant'Antonio di Padova, francescano portoghese di cui si narra di un suo passaggio nei territori che in seguito avrebbero visto nascere l'odierna Cianciana.
Ci sono anche piccole comunità di Protestanti e Testimoni di Geova.

## Cultura

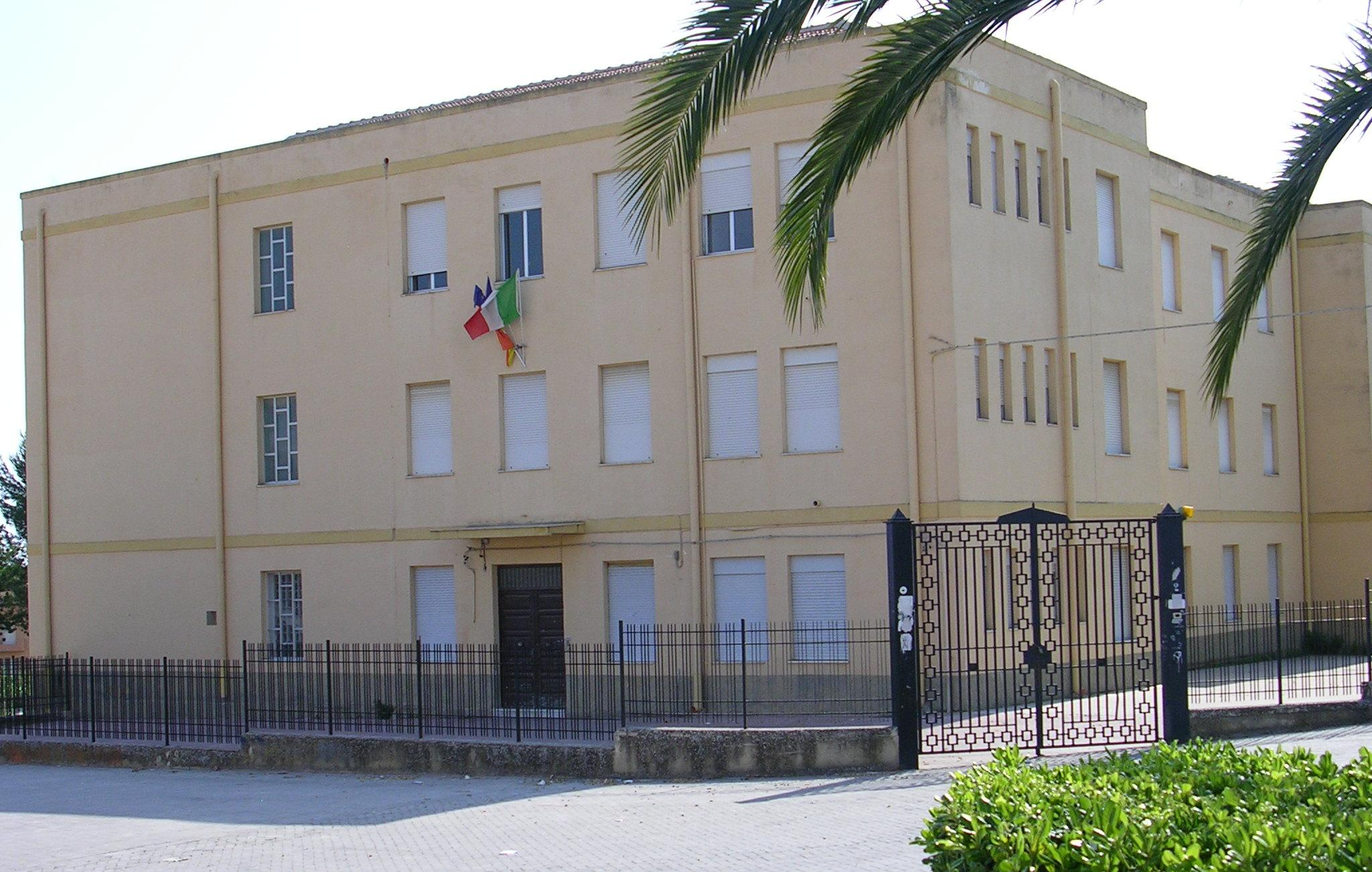
Sede delle scuole materna, elementare e media

### Istruzione

#### Biblioteche
La biblioteca comunale di Cianciana dispone di un patrimonio di circa 11.000 volumi e di un consistente patrimonio multimediale. La biblioteca offre un servizio di consulenza bibliografica e referenze date.

#### Scuole
A Cianciana sono presenti una scuola nella quale sono presenti la scuola materna intitolata a Walt Disney, la scuola elementare intitolata a Edmondo De Amicis, una scuola media intitolata al poeta Salvatore Mamo, e l'istituto professionale Ipia Archimede ad indirizzo elettrico.

#### Musei
L'edificio dell'antico Mulino ad acqua, recentemente restaurato, è stato destinato a museo etnico-antropologico che permetterà la conservazione e la divulgazione delle testimonianze storiche del paese. All'interno della struttura sono raccolte le testimonianze ancora esistenti del passato ciancianese, della civiltà mineraria e contadina in particolare ed anche dei reperti archeologici, e un museo presente nella chiesa vicina (chiesa del convento).

### Musica
Cianciana ha una lunga tradizione musicale. Fortunato Montuoro musicò parecchi testi di Alessio Di Giovanni, e le poesie di Padre Vincenzo Felice Sedita venivano cantate in coro.
Cianciana ha anche un inno musicale, intitolato Inno a Cianciana, scritto da Eugenio Giannone con musica del maestro Vincenzo Borgia.
A Cianciana è stata fondata la corale polifonica Cantores Dei. Fin dal XIX secolo a Cianciana opera una banda musicale, che fu suddivisa, per un breve periodo, in due corpi bandistici.

### Eventi
- 19 marzo San Giuseppe. Per la festa in tante case vengono apprestate le Tavole, adornate da nobili stoffe e imbandite con tanti prodotti dell'agricoltura e cibi preparati dalle mani operose delle donne. A queste Tavole siedono i Santi (poveri del paese), tanti quanti erano stati promessi al Santo al momento del voto. Per tutta la giornata è un continuo via vai di persone che vanno a visitare le Tavole e a gustare le pietanze. La parte folkloristica della festa si svolge nelle vie del paese ed è curata dal Superiore della Festa. Gesù, Giuseppe e Maria, scelti tra i più bisognosi, nella tarda mattinata si recano al Fùnnacu (una specie di albergo per viandanti) dove trovano alloggio. Subito dopo arriva un drappello di cavalieri che chiedono ospitalità e ha inizio la tradizionale "cavalcata". Il proprietario del Fùnnacu, vedendo nei nuovi arrivati la possibilità di guadagnare del denaro, scaccia la Sacra Famiglia, che viene accompagnata sotto la Torre dell'Orologio, ove, su di un palco, siedono presso la tavola per l'occasione allestita e consumano un lauto pranzo a base di cibi locali offerti dalla popolazione. In serata si svolge la tradizionale processione del simulacro ligneo del patriarca San Giuseppe posto sull'antico fercolo, per le vie del paese.

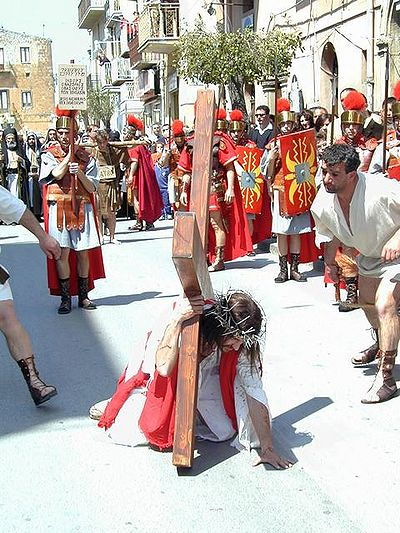
Via Crucis

- Settimana Santa. Inizia il giovedì sera con la cena del Signore nella Chiesa Madre, poi nella piazza antistante, su dei palchi, si svolgono le scene del Sinedrio, Gesù nell'orto del Getsemani, l'arresto, Gesù davanti a Caifa, Gesù davanti a Ponzio Pilato e la flagellazione. Il venerdì, in tarda mattinata, si riprende con il processo a Gesù e la condanna. Verso mezzogiorno, si va processionalmente al Calvario con la rappresentazione vivente della Via Crucis. In serata si torna al Calvario con l'urna vuota, si compie il rito della deposizione e poi segue la processione con il Cristo morto nell'urna, accompagnato dall'Addolorata. La mattina di Pasqua la statua del Cristo Risorto viene fatta uscire dalla Chiesa Madre, mentre quella della Madonna viene fatta uscire dalla Chiesa del Carmine. La statua di San Michele Arcangelo, che dà per tre volte l'annuncio della resurrezione di Gesù, viene fatta uscire dalla Chiesa del Purgatorio. Dopo il terzo annuncio avviene l'incontro tra Cristo Risorto e la Madonna.
- 13 giugno Sant'Antonio di Padova. Festa con cadenza annuale in onore del santo patrono del paese. Durante le celebrazioni si svolgono diverse manifestazioni religiose e civili. Il paese viene adornato con le immancabili luminarie e allietato dal suono della banda musicale. Il 13 giugno, dopo la S. Messa solenne, si snoda la processione con il simulacro ligneo di S. Antonio per le strade del paese. A conclusione dei festeggiamenti, è atteso il tradizionale spettacolo pirotecnico.
- 31 luglio Sagra del Raccolto. La mangiata di ceci, fave e frumento è una festa tipica dei contadini ciancianesi organizzata annualmente. Rappresenta un ringraziamento a Dio per l'abbondanza e per avere completato e portato a casa il raccolto dopo un anno di duro lavoro nei campi. Quel giorno in molte vie del paese si accende un fuoco sul quale in una capiente pentola vengono messi a bollire fave, frumento e ceci che poi, una volta cotti e conditi con un po' di olio d'oliva, vengono messi a disposizione di chiunque ne voglia. Il tutto tra musiche, canti, balli e vino a volontà.
- 15 agosto Madonna Libera Inferni con conseguente ottava della festa il 22 Agosto con il rinnovo del "Voto" fatto dal popolo di Cianciana alla Madonna a seguito della liberazione dalla peste.
- 8 settembre Festa di Maria SS. Bambina, organizzata da un comitato formato da bambini e ragazzi. Nei giorni precedenti alla festa diversi sono i momenti ricreativi dedicati ai bambini (Caccia al tesoro, Grest). Giorno 8 settembre, il simulacro della Madonna Bambina, viene portato in processione per le vie del paese.
- 13 dicembre Santa Lucia. Il comitato che organizza la festa raccoglie le offerte dei fedeli nelle vie principali del paese, accompagnato dalla banda musicale. La sera una processione di fedeli, a seguito della statua di Santa Lucia, percorre le vie del paese. Attraversando il paese, la processione compie delle soste di preghiera nei vari quartieri dove, per l'occasione, vengono accesi dei falò e viene degustata la tradizionale cuccìa.
- Presepe vivente. Durante le festività natalizie il caratteristico quartiere Canalello diventa lo scenario del presepe vivente che presenta, oltre alla stalla della natività, una serie di ambienti che riproducono le attività artigianali del passato.

Durante l'estate, l'amministrazione comunale, inoltre, si preoccupa di organizzare una serie di eventi che dal giorno della Sagra del Raccolto fino alla terza settimana di agosto intrattengono la popolazione cittadina.

## Geografia antropica

### Urbanistica
La Regia Trazzera Lettighe determinò l'assetto del nucleo urbano. All'epoca della fondazione, la cultura urbanistica dell'epoca privilegiava l'impianto a scacchiera. Fecero la loro comparsa il cardo e il decumano.
Il processo storico che ha determinato l'odierno assetto urbano consta di quattro fasi formative:
- dal XIV al XVI secolo, formazione del primo nucleo abitato attorno al Casale Chincana, probabilmente la zona dell'odierno Cortile La Corte.
- dal XVII al XVIII secolo, dove si ha la vera e propria formazione della città in maniera organizzata con l'innesto di edifici religiosi.
- XIX secolo, con la formazione dei quartieri odierni.
- dal XX secolo, che vede un'espansione del territorio verso la valle.

Oggi l'impianto urbanistico del paese si sviluppa su una collina e presenta una pianta abbastanza irregolare. Lo sviluppo economico e l'aumento demografico del secolo scorso hanno permesso un'espansione verso la zona sud del paese. Il principale asse viario del paese comprende le vie: corso Vittorio Emanuele e corso Cinquemani Arcuri che attraversano in lunghezza l'intero centro abitato. Il centro storico del paese, arrampicato su una collina, presenta viuzze non sempre di facile percorribilità con i mezzi di trasporto odierni a dispetto delle più ampie carreggiate presenti nelle zone periferiche.

### Suddivisioni storiche
Cianciana storicamente è divisa in sette quartieri:
- San Gaetano nella zona nord del paese, dove è possibile ammirare il Calvario.
- Piazza, che è la parte centrale del paese dove si concentrano i servizi e le attività commerciali.
- Serrone subito adiacente alla piazza, si protende verso sud-ovest.
- Canalello che delimita la parte sud del centro storico ed è oggi sede del Presepe Vivente.
- Stazzone che si trova nell'estremità est del paese.
- Felicia che si trova a nord-est.
- Ponte che è la zona sud-est di più recente costruzione, include tra l'altro il municipio, la villa comunale, le scuole, l'ufficio postale e la caserma dei carabinieri.

## Economia
L'economia di Cianciana poggia sull'attività agricola e zootecnica, lo dimostrano, nonostante la crisi di questo settore le numerose aziende agricole a carattere familiare.

### Agricoltura
L'agricoltura è il settore principale dell'economia ciancianese, le coltivazioni principali sono le cerealicole, gli uliveti, i mandorleti e i vigneti. Il territorio di Cianciana è compreso nella zona di produzione del Pistacchio di Raffadali D.O.P.. Sono diffusi allevamenti di ovini.

### Turismo
Il turismo, su cui si punta per il rilancio dell'economia cittadina, ha registrato qualche apprezzabile risultato in questi ultimi anni. Molte famiglie straniere hanno acquistato delle case a Cianciana per trascorrere le vacanze o per trascorrervi gli anni della pensione.

## Infrastrutture e trasporti
Come un po' tutto l'entroterra della Sicilia anche Cianciana è priva di vie di comunicazione moderne ed efficienti. Il collegamento con i comuni contigui, il capoluogo di regione e il capoluogo di provincia è assicurato da servizi di autolinee.

### Strade
Il principale asse viario che attraversa il territorio ciancianese è la Strada statale 118 Corleonese Agrigentina. La strada attraversa il centro urbano di Cianciana lungo corso Vittorio Emanuele, e corso Cinquemani Arcuri e prosegue verso il campo sportivo.
La SP 32 collega Cianciana con Ribera (a 20 km). La SP 31 la collega con Cattolica Eraclea (a 18 km).
Cianciana è fornita anche di un eliporto lungo la SS 118 che permette, in caso di emergenze, trasporti speciali verso gli ospedali della zona.
Fra le strade che sono descritte nell'Itinerario Antonino (registro delle località e delle strade dell'Impero Romano) si narra della strada Punico-Romana che metteva in comunicazione, passando da Panormus (Palermo), Agrigentum e Lilibeum (Agrigento e Marsala).
Da studi effettuati si è evinto che il tratto che collegava Agrigentum con Panormus (lungo 125 km) doveva necessariamente attraversare il territorio ciancianese, in quanto si trattava di un percorso quasi retto.
Regie Trazzere
Secondo la carta storica della Sicilia antica del Delisle (stampata nel 1714) la Massa Cinciana era collegata, con i comuni limitrofi e con gli attuali capoluogo di regione e capoluogo di provincia, attraverso le Regie Trazzere che si intrecciavano e si sovrapponevano alle strade romane.
La Regia Trazzera principale, che passa all'interno del paese, è la Regia Trazzera Lettighe. L'incrocio di più Regie Trazzere è stato probabilmente il motivo principale nella scelta del sito da parte dei ciancianesi. Si incrociano infatti le Regie Trazzere Lettighe, Grottamurata, Intronata e Serra dei Goti.

### Ferrovie
Alla fine dell'Ottocento, si manifestò sempre più pressante la necessità di togliere dall'isolamento i paesi delle montagne agrigentine e alcuni della provincia di Palermo, data la grave insufficienza della viabilità ordinaria; nacque quindi un progetto di ferrovia tra Lercara e Magazzolo con lo scopo primario del trasporto del minerale di zolfo ai caricatori dei porti e, nel contempo, agevolare lo spostamento dei minatori che dalle varie località si dovevano recare al lavoro nelle tante miniere disseminate nel territorio dei comuni circostanti dei bacini di Lercara Friddi e di Cianciana.
Fu però in ritardo e solo nel 1912 che ebbe inizio la costruzione, in economia e a scartamento ridotto come il resto delle linee interne siciliane, a cura delle Ferrovie dello Stato. Occorreranno molti anni per completarla anche a causa della prima guerra mondiale. Il tratto Magazzolo-Cianciana fu inaugurato nel 1921 e nel 1922 il tratto Cianciana-Alessandria della Rocca. L'intera linea fu ultimata nel 1924. Dagli anni cinquanta però i viaggiatori preferirono l'autoservizio che consentiva viaggi più agevoli, data anche l'eccessiva distanza della stazione dal paese (2 km). Le Ferrovie dello Stato, dato l'eccessivo deficit del tratto Magazzolo-Lercara, nel 1958 la chiusero.

## Amministrazione
L'attuale sindaco Francesco Martorana è coadiuvato dagli assessori Eloisa Contissa, Francesco Alfano e Liborio Giuseppe Curaba.

### Altre informazioni amministrative
Il comune di Cianciana fa parte delle seguenti organizzazioni sovracomunali:
- regione agraria n.3 (Colline del Platani)[35];
- unione di comuni "Platani - Quisquina - Magazzolo".

## Sport
Lo sport maggiormente praticato, anche se a livello dilettantistico, è il calcio. Negli ultimi anni è sorto molto interesse per il tennis, la pallavolo, il Ju Jitsu e il ciclismo.
La squadra di calcio di Cianciana ha storicamente dato dei buoni risultati a livello locale, arrivando a militare nel campionato di Eccellenza, traguardo prestigioso per un paesino. Dopo il fallimento, nel 2000, la squadra è stata rifondata e pian piano, partendo dalla terza categoria, ha scalato di categoria in categoria fino alla Promozione.
I colori sociali della squadra sono il Bianco-verde.
Giuseppe Diecidue, giovane istruttore di Ju Jitsu, è stato campione del mondo di categoria, vincendo la medaglia d'oro ai campionati mondiali che si sono svolti in Grecia a Porto Carras.

### Eventi
Annualmente, durante il periodo estivo, viene organizzato il Memorial Aldo Carubia, un campionato di calcio a 5 dove partecipano squadre ciancianesi e del circondario, sia a livello seniores che juniores.
Negli ultimi anni, inoltre, è stato organizzato un torneo di pallavolo, sempre in periodo estivo.
Ultimamente l'apertura di una palestra di Ju Jitsu ha fatto sì che durante l'estate, all'aperto, vengano organizzati dei saggi in cui i giovani allievi mostrano quanto appreso.

### Impianti sportivi
Tra gli impianti sportivi annoveriamo il complesso sito lungo la SS 118 a sud del paese, che comprende un campo regolamentare di calcio a 11 in terra battuta, dotato di tribuna coperta, illuminazione e spogliatoi; un campo di tennis e un campo di basket ormai in abbandono.
Sono a disposizione della cittadinanza anche due palestre, una sita accanto alla scuola elementare e media e ad uso scolastico,in piazza Alessio Di Giovanni, e l'altra nei locali del centro sociale, lungo il corso Cinquemani Arcuri.

## Galleria d'immagini

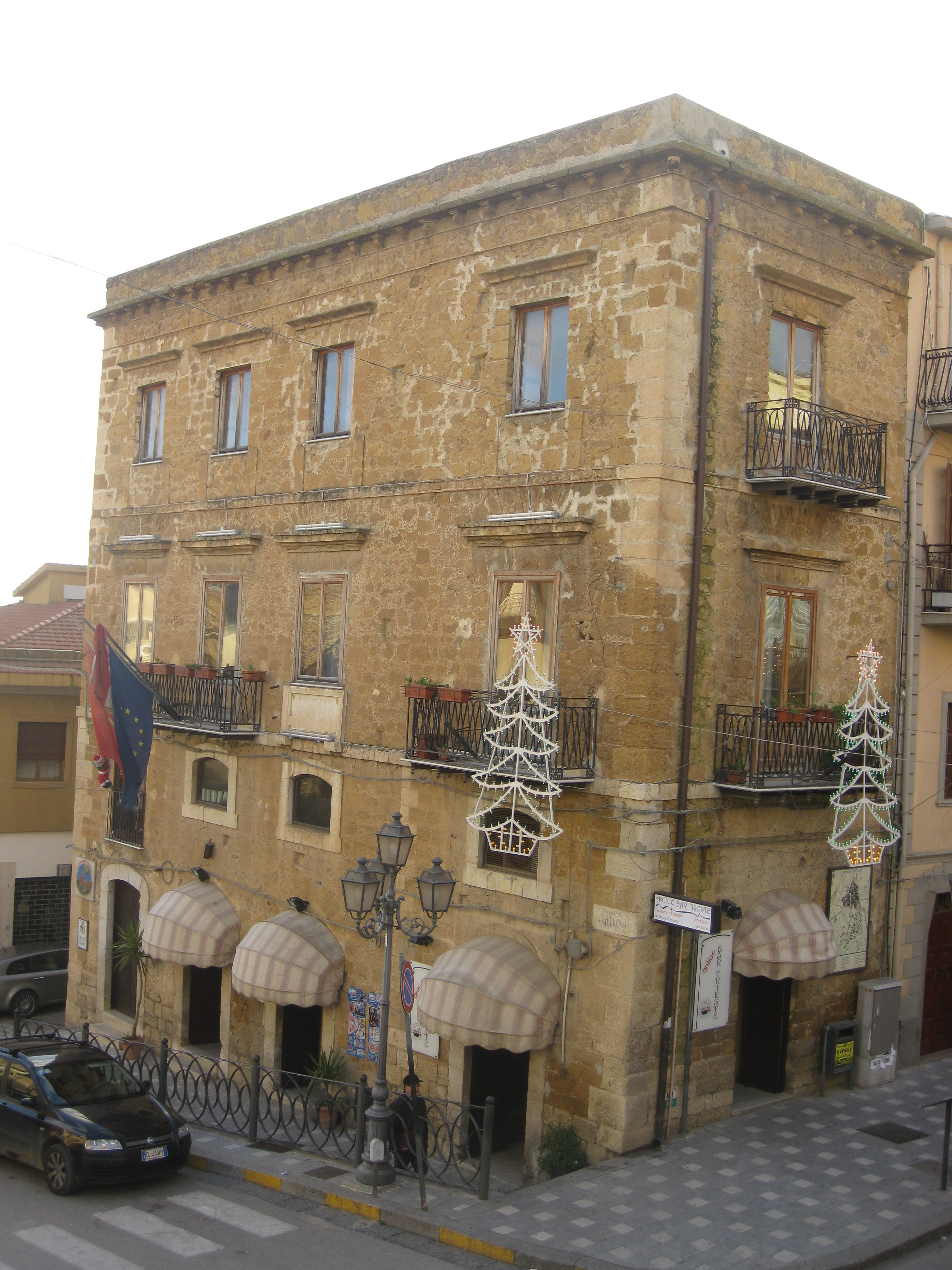
Palazzo Marino
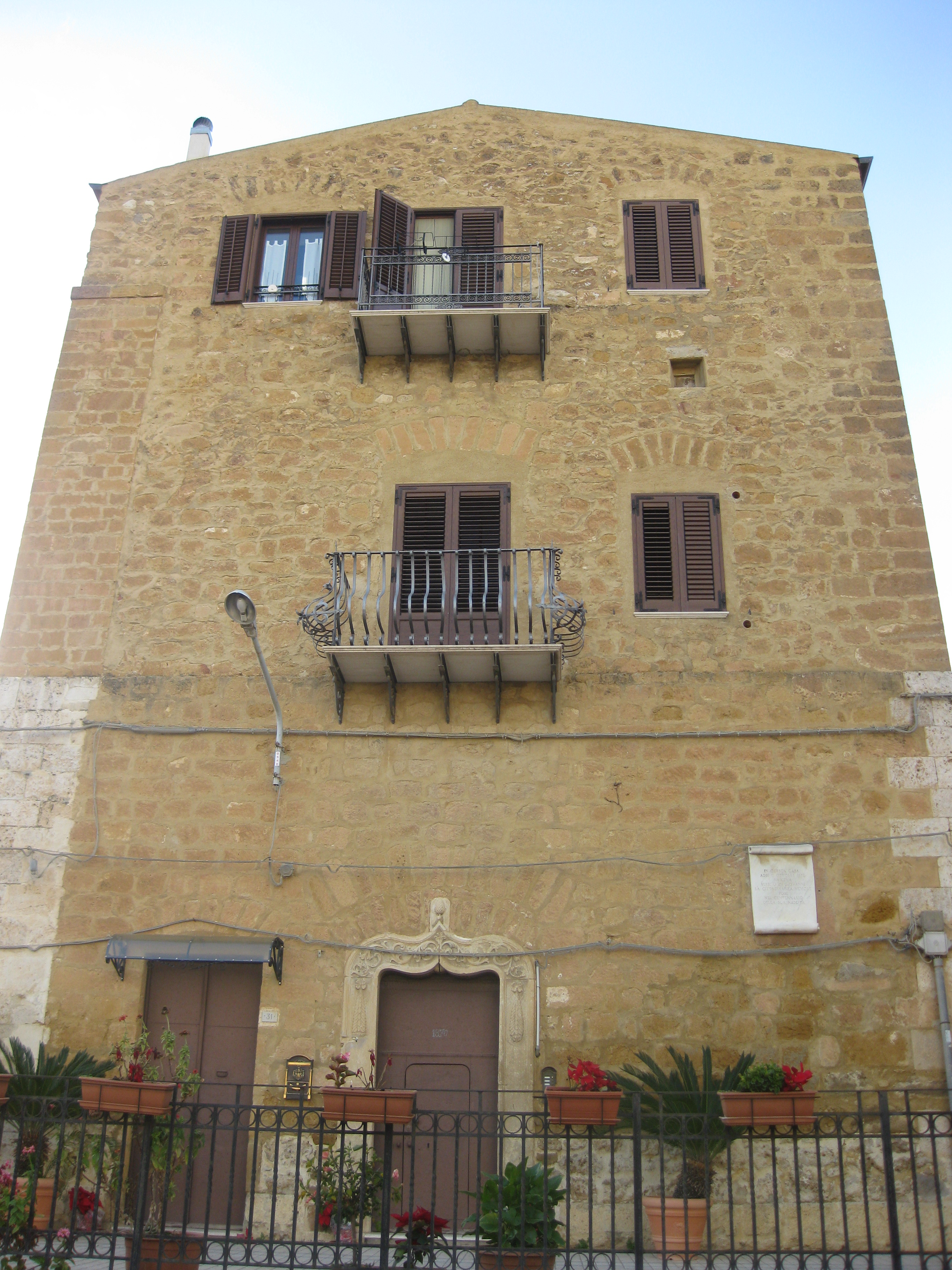
Palazzo Joppolo
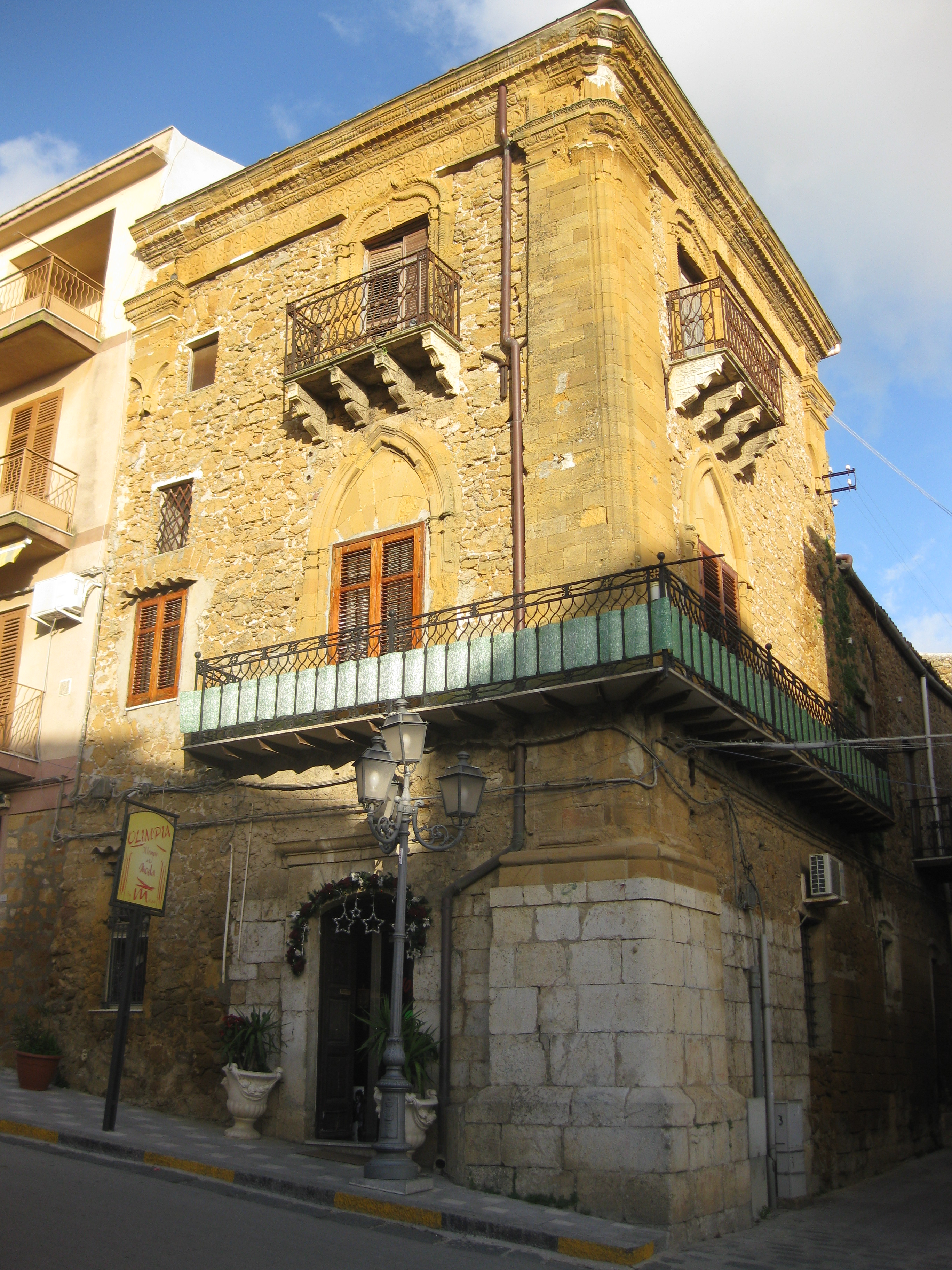
Palazzo De Michele-Abatellis
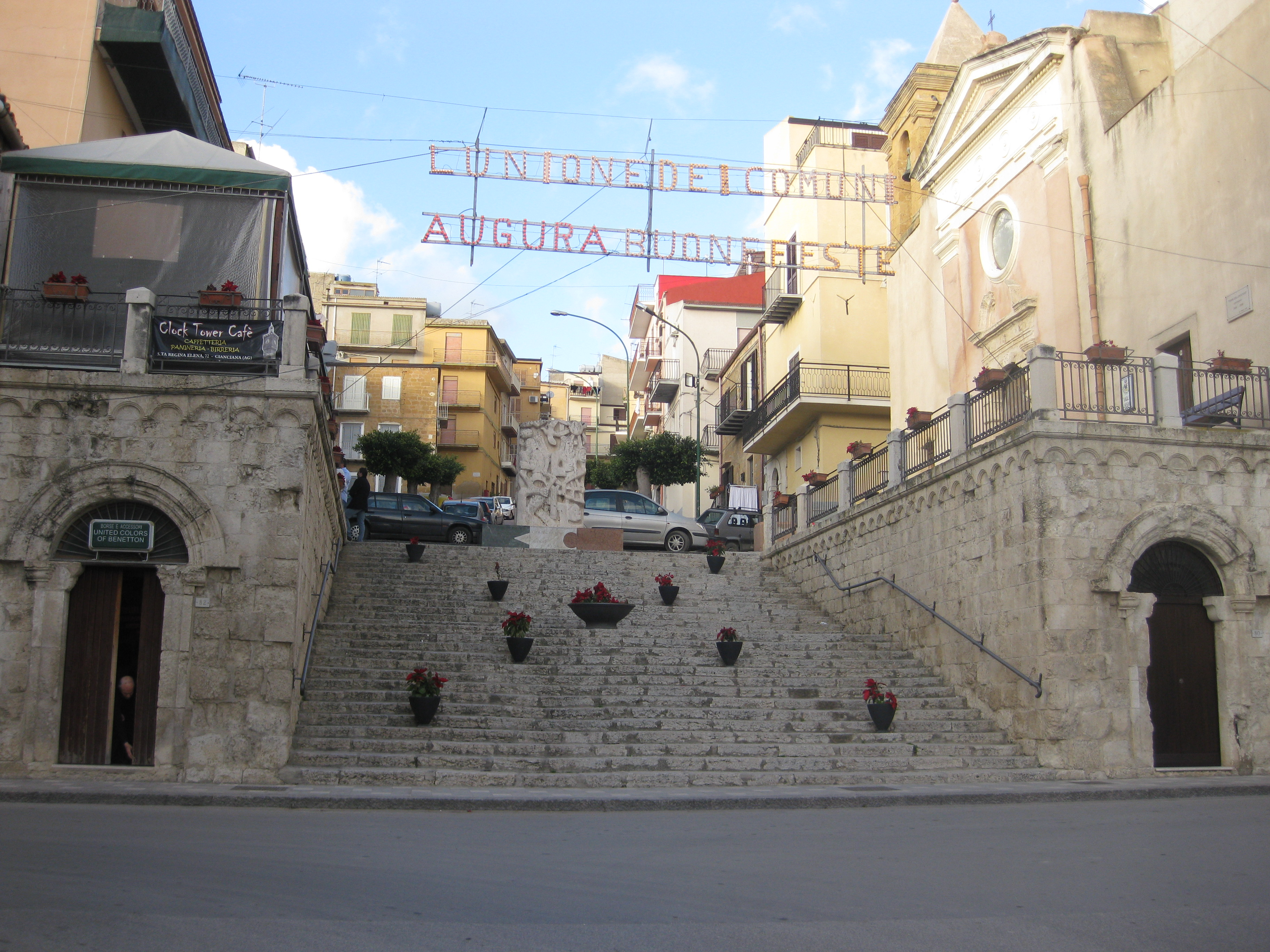
Scalinata e Casotti
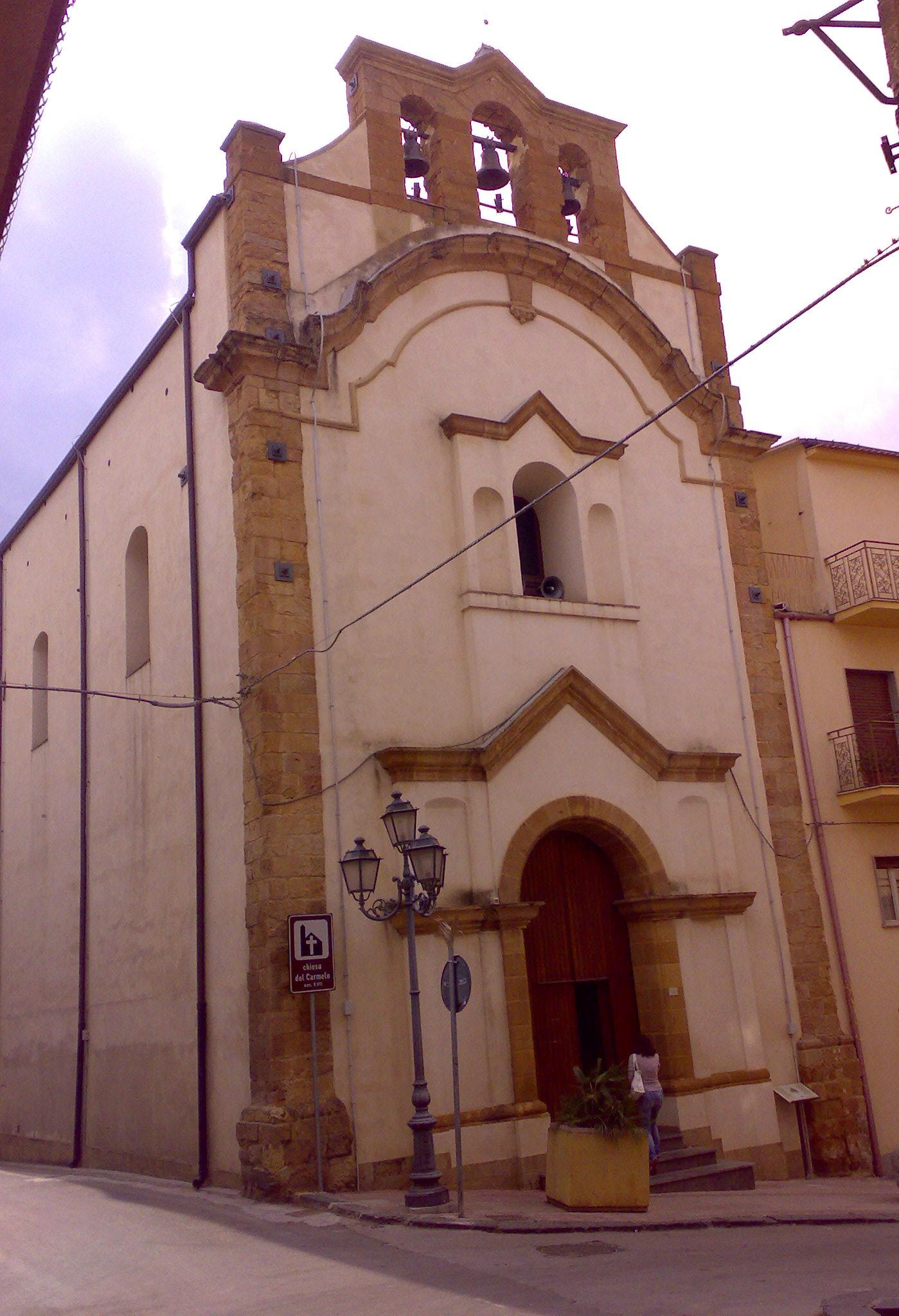
Chiesa del Carmine
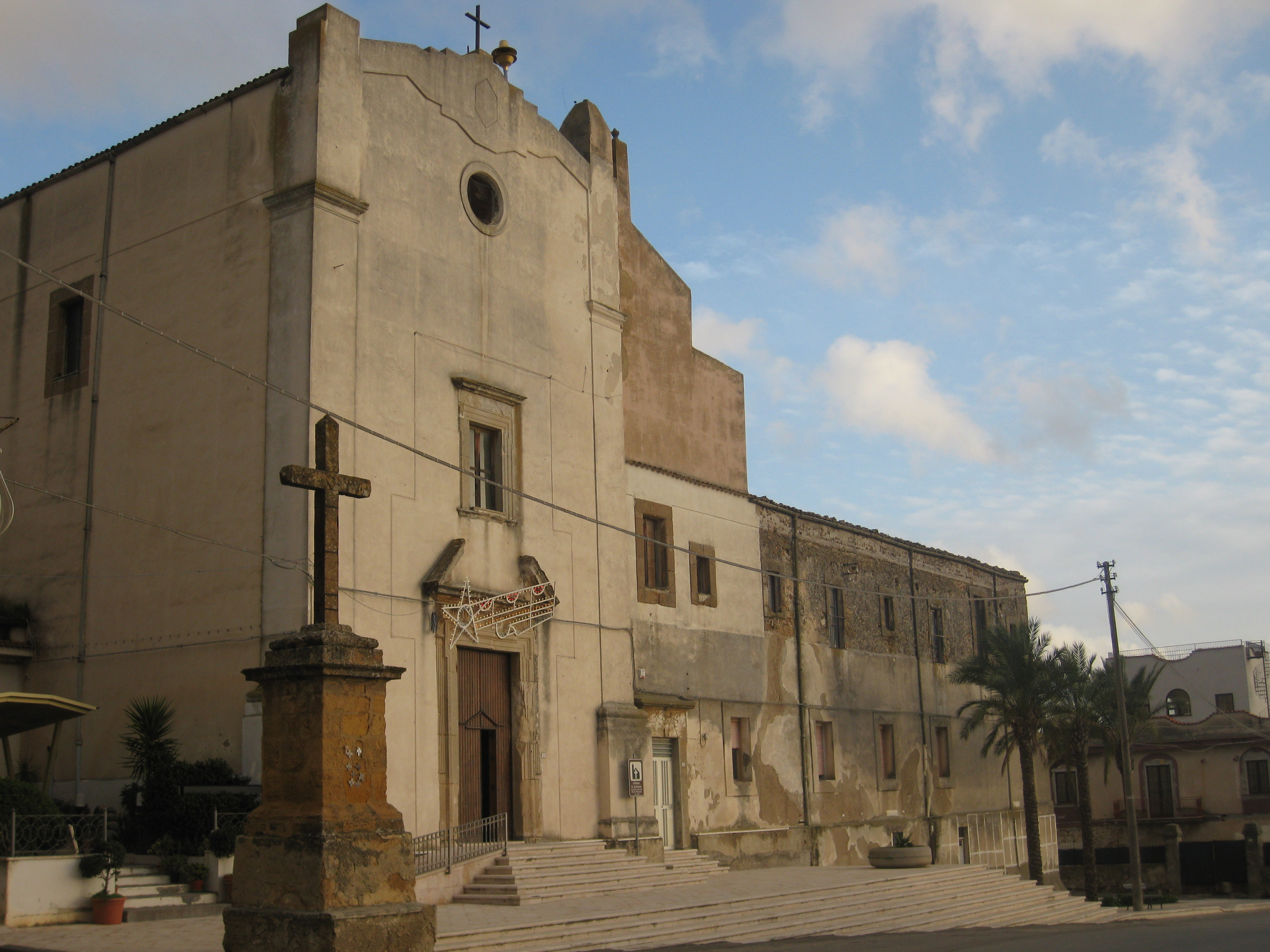
Chiesa di Sant'Antonio con convento annesso
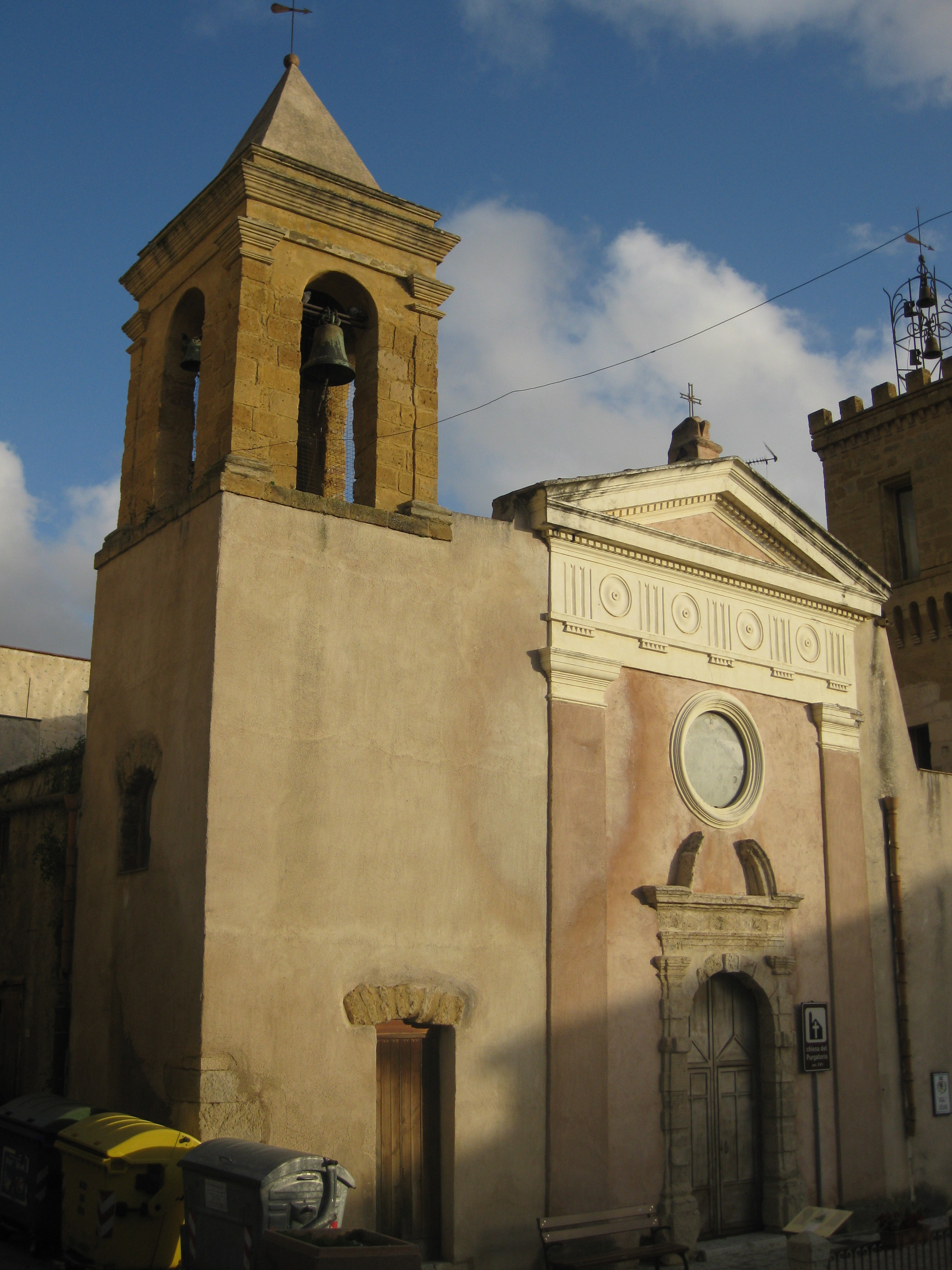
Chiesa del Purgatorio
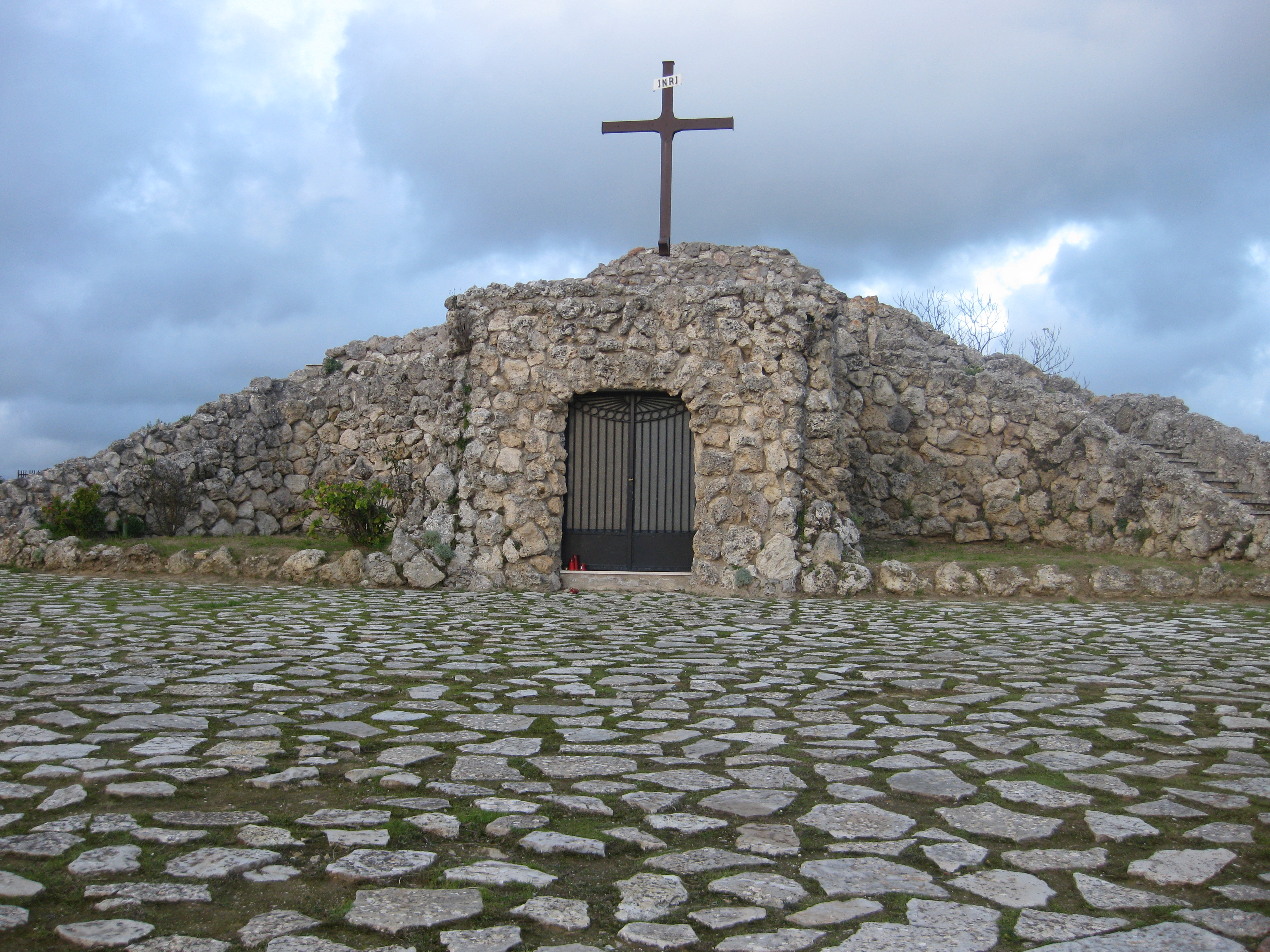
Calvario
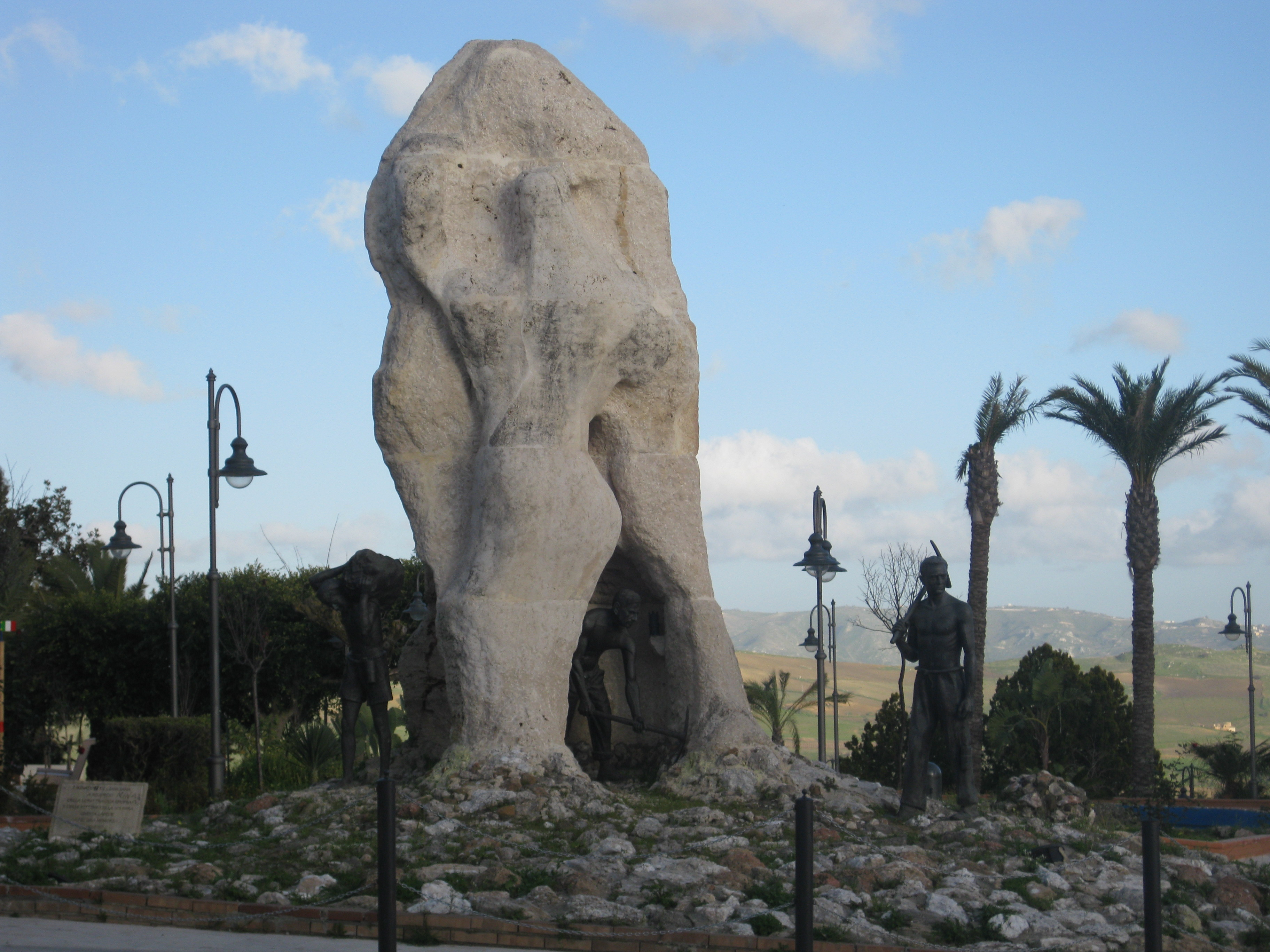
Monumento allo zolfataro
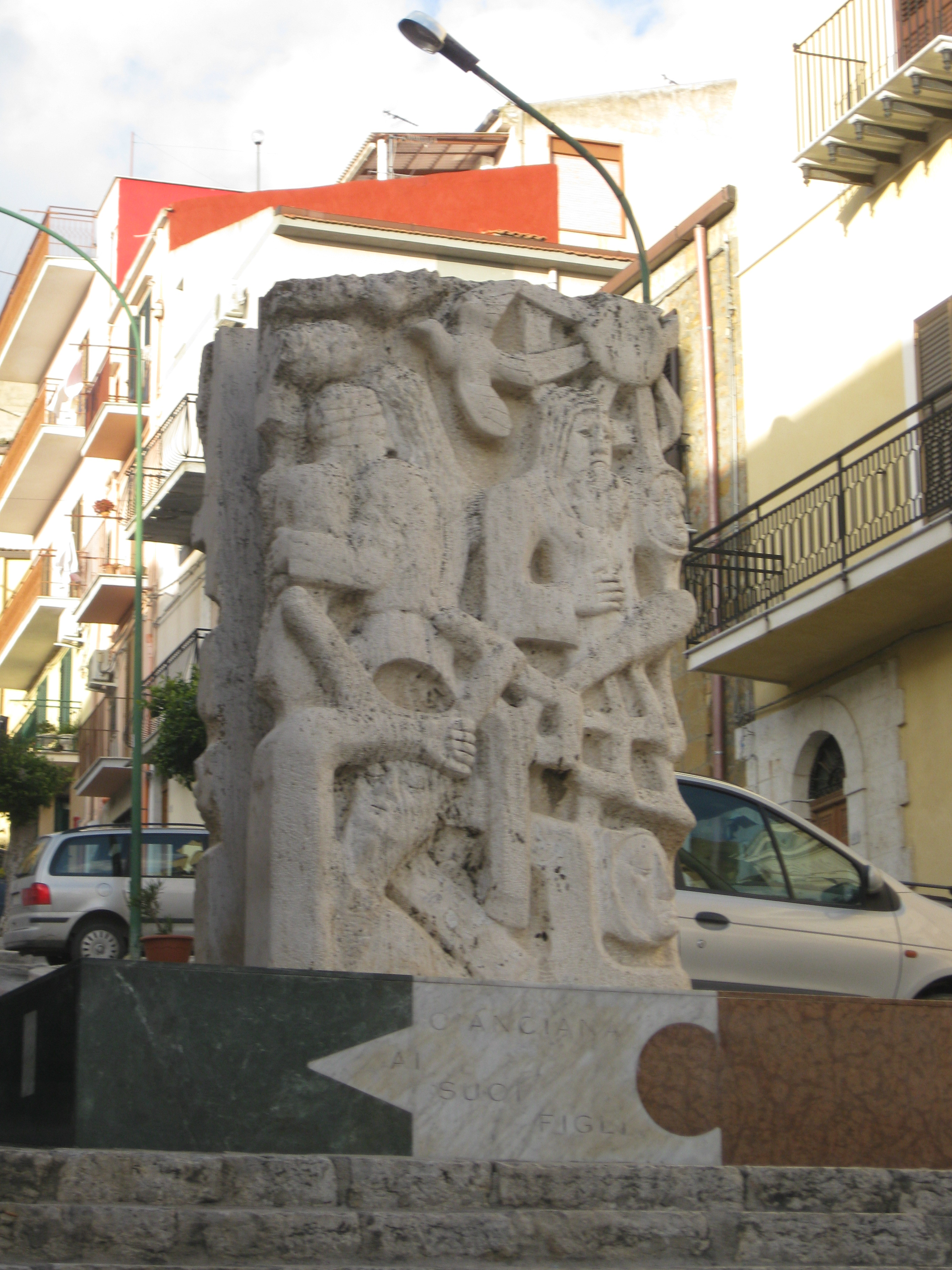
Monumento ai caduti di tutte le guerre
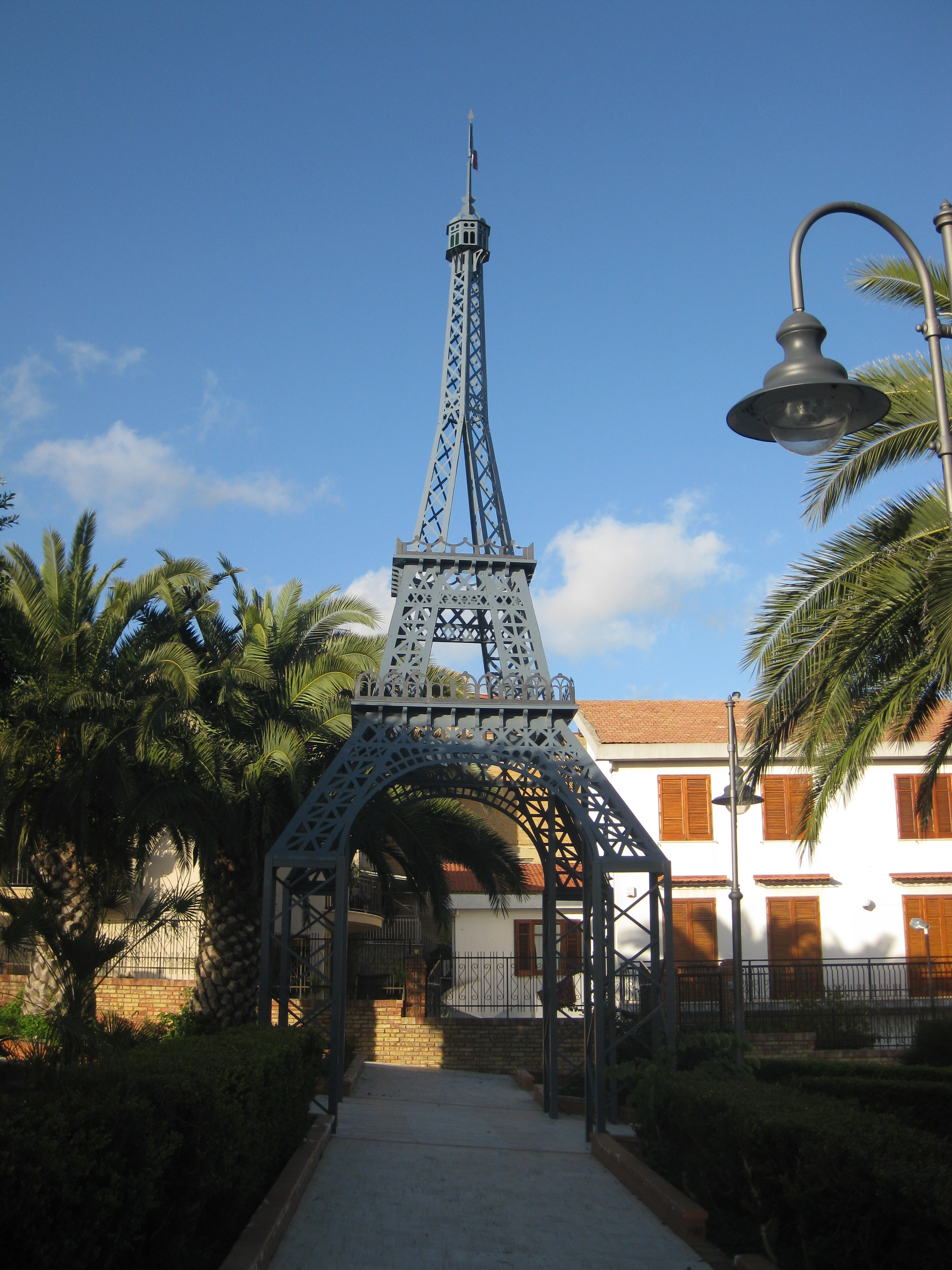
Torre Eiffel nella villa comunale
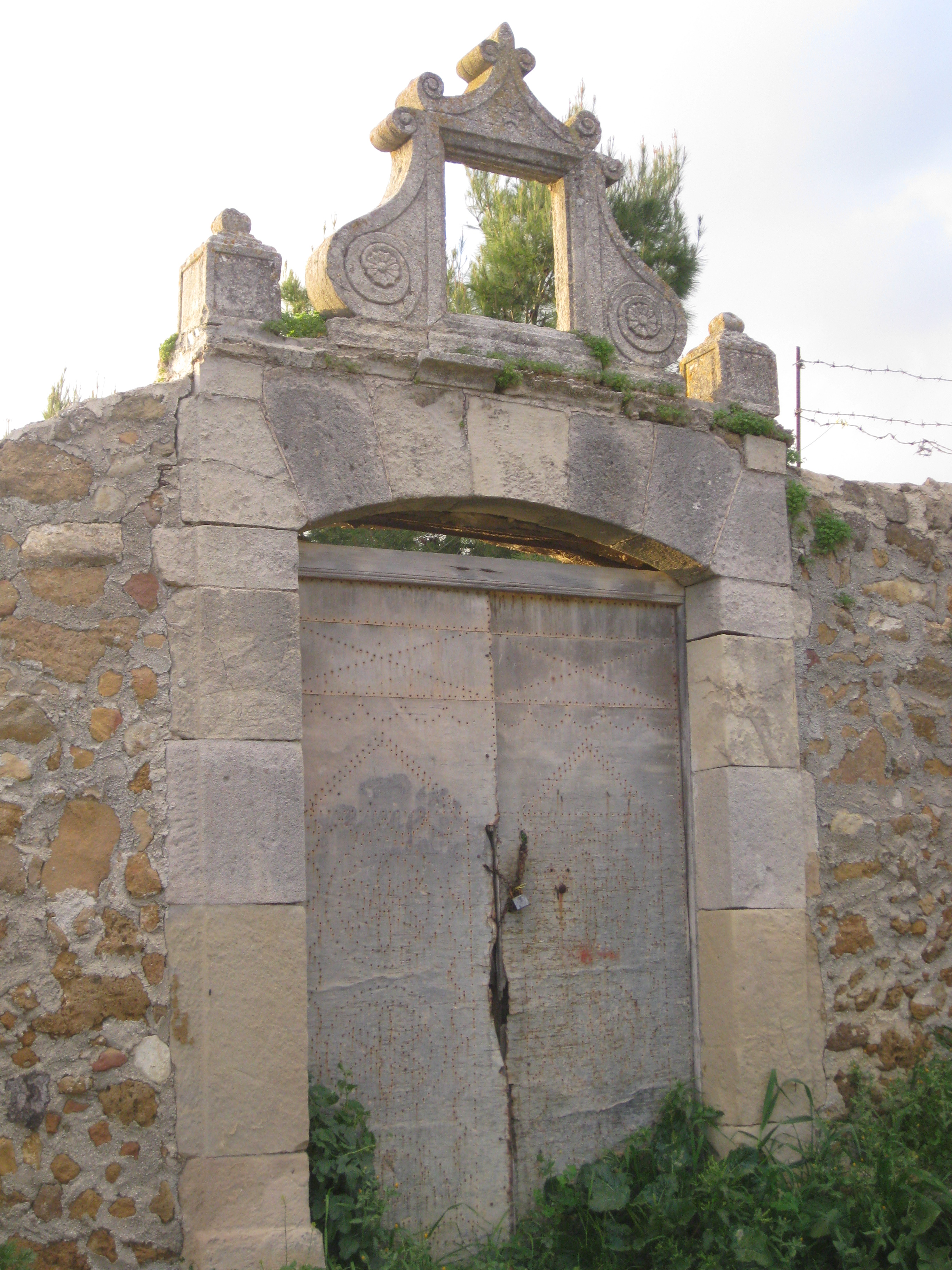
Portone di San Rocco
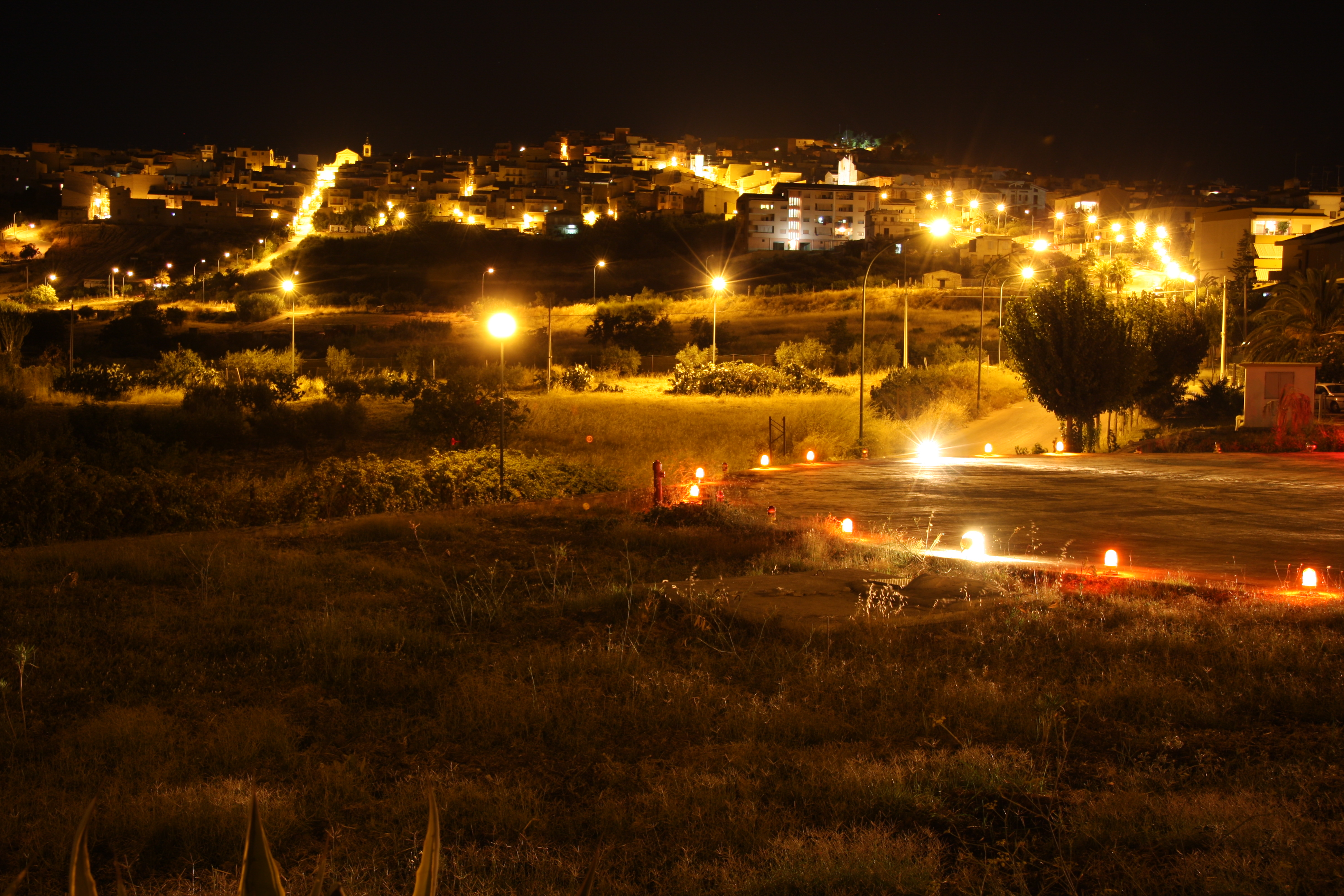
Paesaggio del paese in notturna